# Château de Princé
Le château de Princé désigne un château situé en Loire-Atlantique, à Chaumes-en-Retz (commune déléguée de Chéméré), route de Vue, et dont il ne reste que quelques ruines. Il désigne par extension différents châteaux qui se sont succédé à Princé.

## Les châteaux successifs
Plusieurs châteaux ont été construits sur le territoire de la forêt de Princé.
Le plus ancien correspond au château féodal entouré de douves cité en 1382 : Jeanne Chabot, dame de Retz, surnommée Jeanne la Folle, y a vécu. En 1400, elle donne la seigneurie de Princé à son petit-fils, Guy de Laval. Gilles de Rais (de Laval), né vers 1405, est surtout célèbre car il fut chargé par La Trémoille d'accompagner Jeanne d'Arc pour combattre les Anglais. Il a donné son nom à une tour du château de Princé de cinq étages, « la Tour de Barbe-bleue », dont les ruines ont disparu au début du XXe siècle ; une petite tour d'angle, nommée « la chapelle », est encore visible sur le terrain.
En 1641, le domaine se réduit de 1 000 journaux (le journal était une unité de mesure de surface représentant la superficie labourée en une journée) pour faire face aux dépenses des propriétaires. Henri de Gondi meurt le 12 août 1659 au château de Princé, où il s'était retiré depuis la démission de son titre de duc de Retz en faveur de son gendre et cousin Pierre en 1634.
En 1774, le domaine est vendu en deux lots : le château (Princé vieux), les étangs et la partie Nord-Ouest ; le pavillon, les terres et le bois à l'Est.
En 1778, Princé vieux est acheté par Jean Guillon, écuyer et secrétaire du roi, qui construit un château moderne et un belvédère quadrangulaire sur la Tour.
Au XVIIe siècle, à l'initiative d'Henri de Gondi, un pavillon Renaissance avait été édifié tout près de là, en lien avec l'aménagement du jardin des Îles enchantées. La légende du plan de 1678, très détaillée, mentionne explicitement deux monuments, le « Château de Prinçay » et le « Château neuf ».
Son nom est également porté sur la carte de Cassini.
Le château est incendié le 2 décembre 1793, pendant la guerre de Vendée, par le troupes républicaines de l'adjudant-général Jordy.
Il aurait été partiellement reconstruit, avant d'être définitivement abandonné.
Des déplacements comparables de châteaux au cours de l'histoire ont été observés dans cette zone géographique et bien datés, par exemple pour la défense de l'Acheneau et du Tenu.
« Princé Neuf », repérable sur le cadastre, désigne une maison de campagne, édifiée probablement au XIXe siècle.

## Galerie du château-vieux

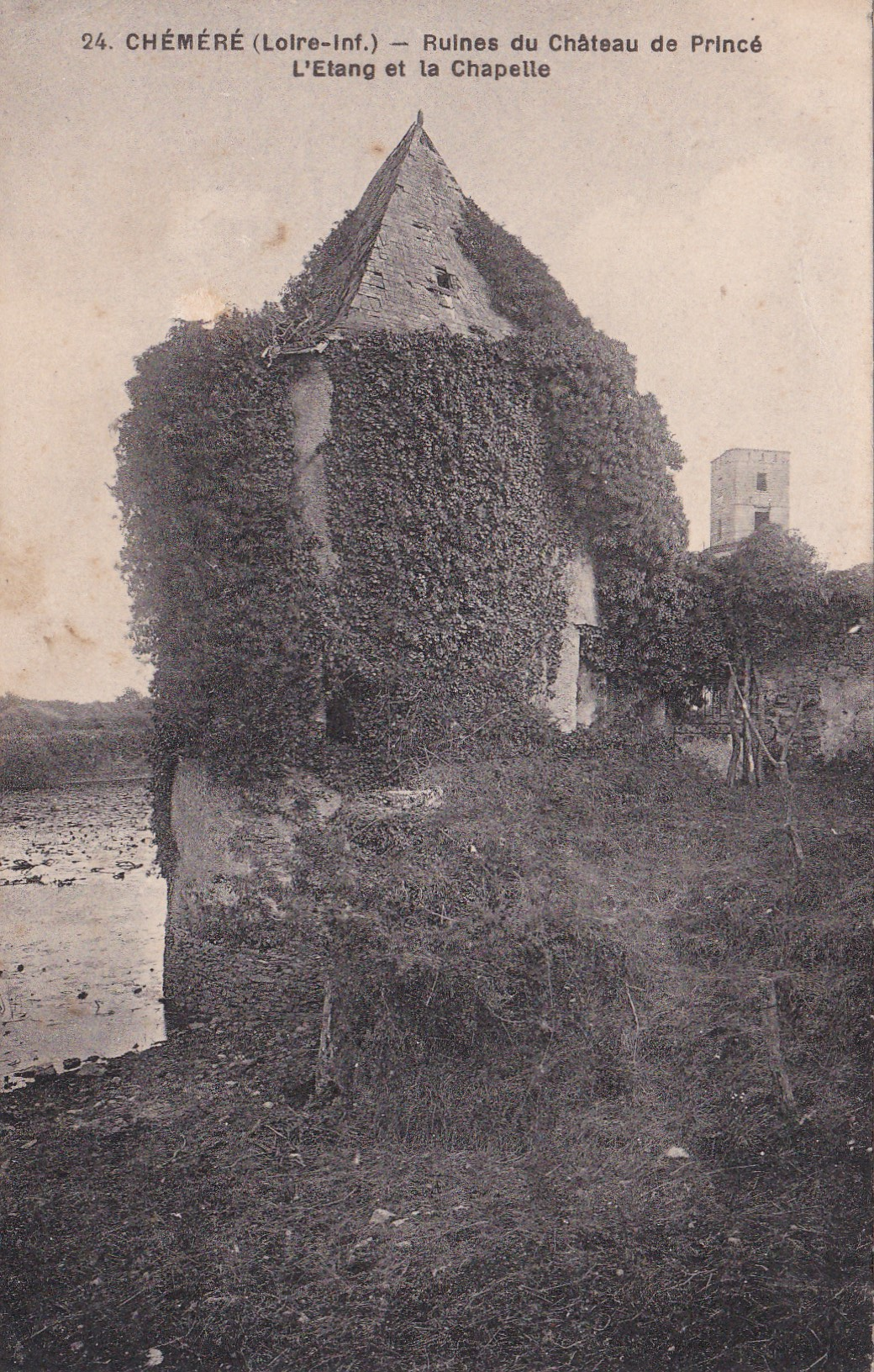
Ruines du château de Princé, l'étang et la chapelle.
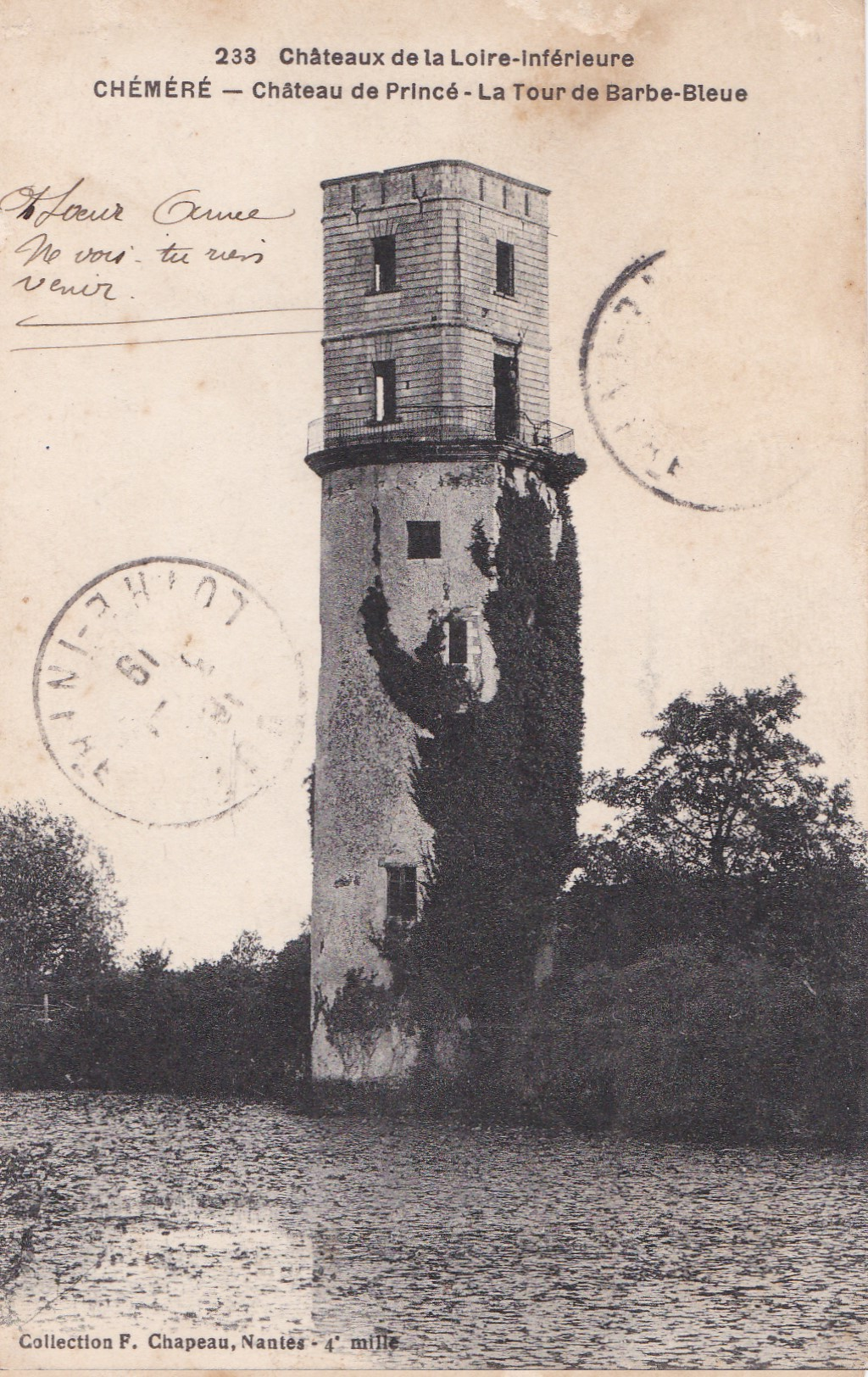
La Tour de Barbe-Bleue surmontée du belvédère quadrangulaire postérieur.
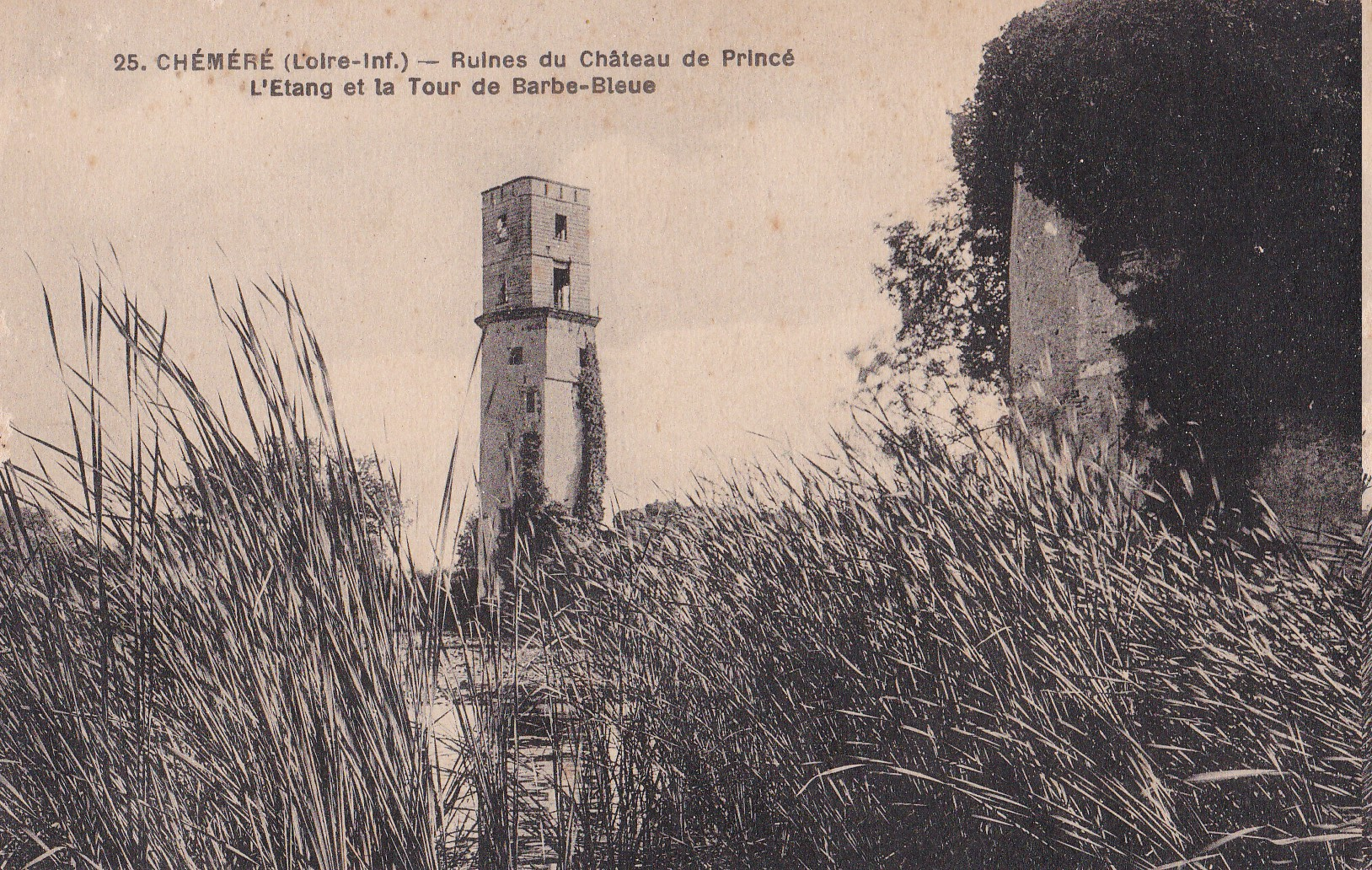
L'étang et la tour.
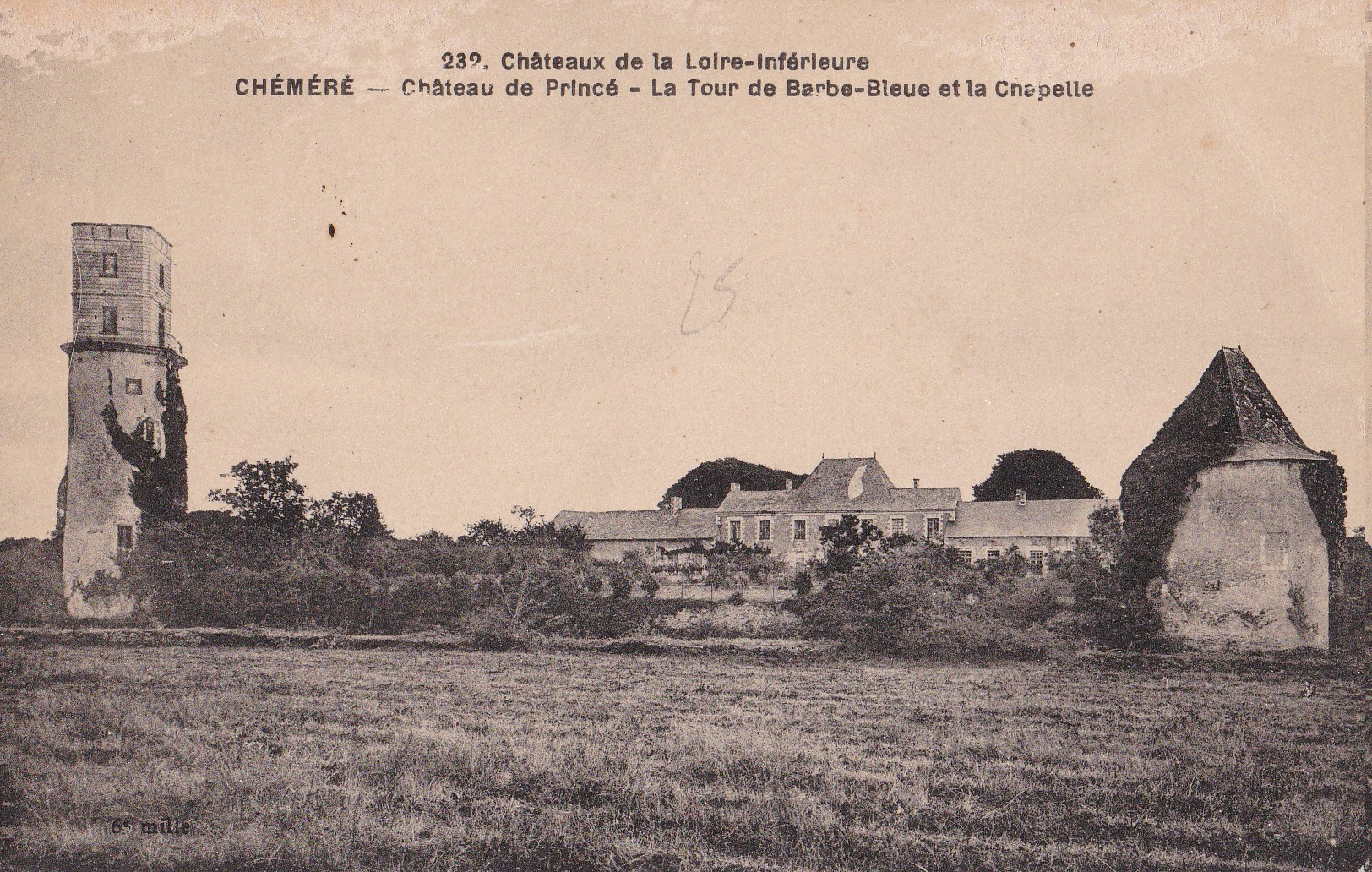
La Tour de Barbe-Bleue et la chapelle.
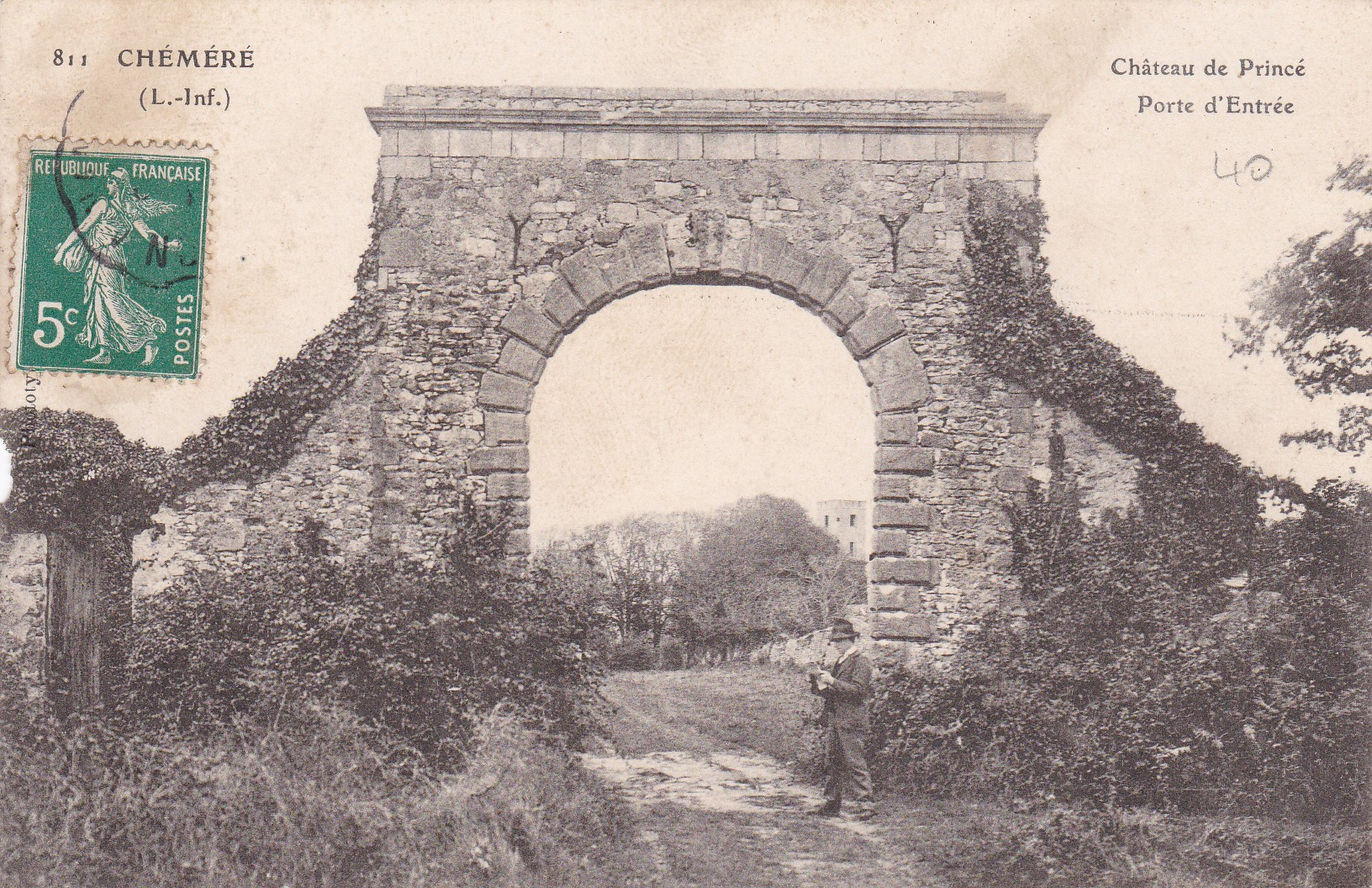
Porche d'entrée du château de Princé.
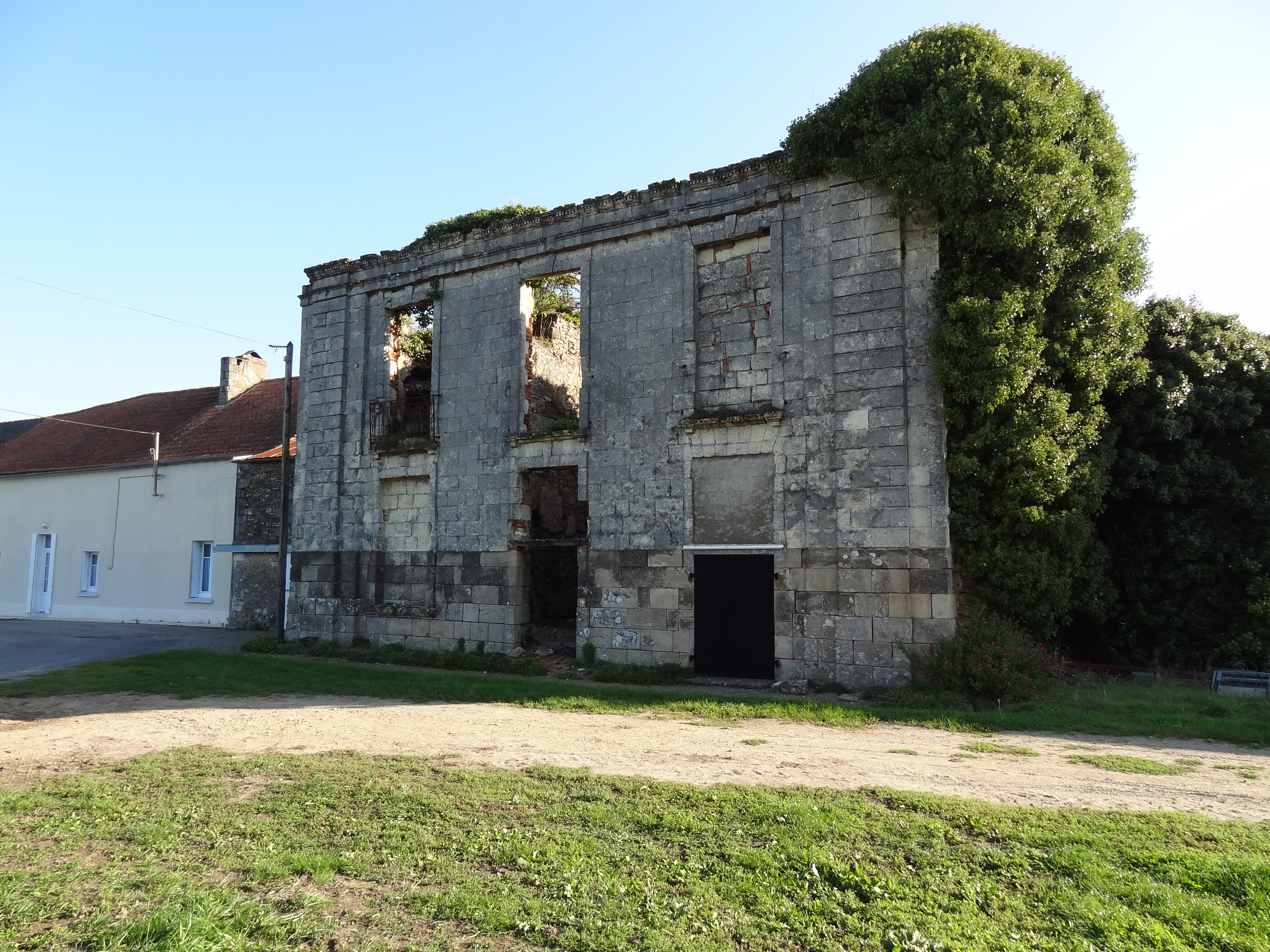
Ruines du Château, en septembre 2015.
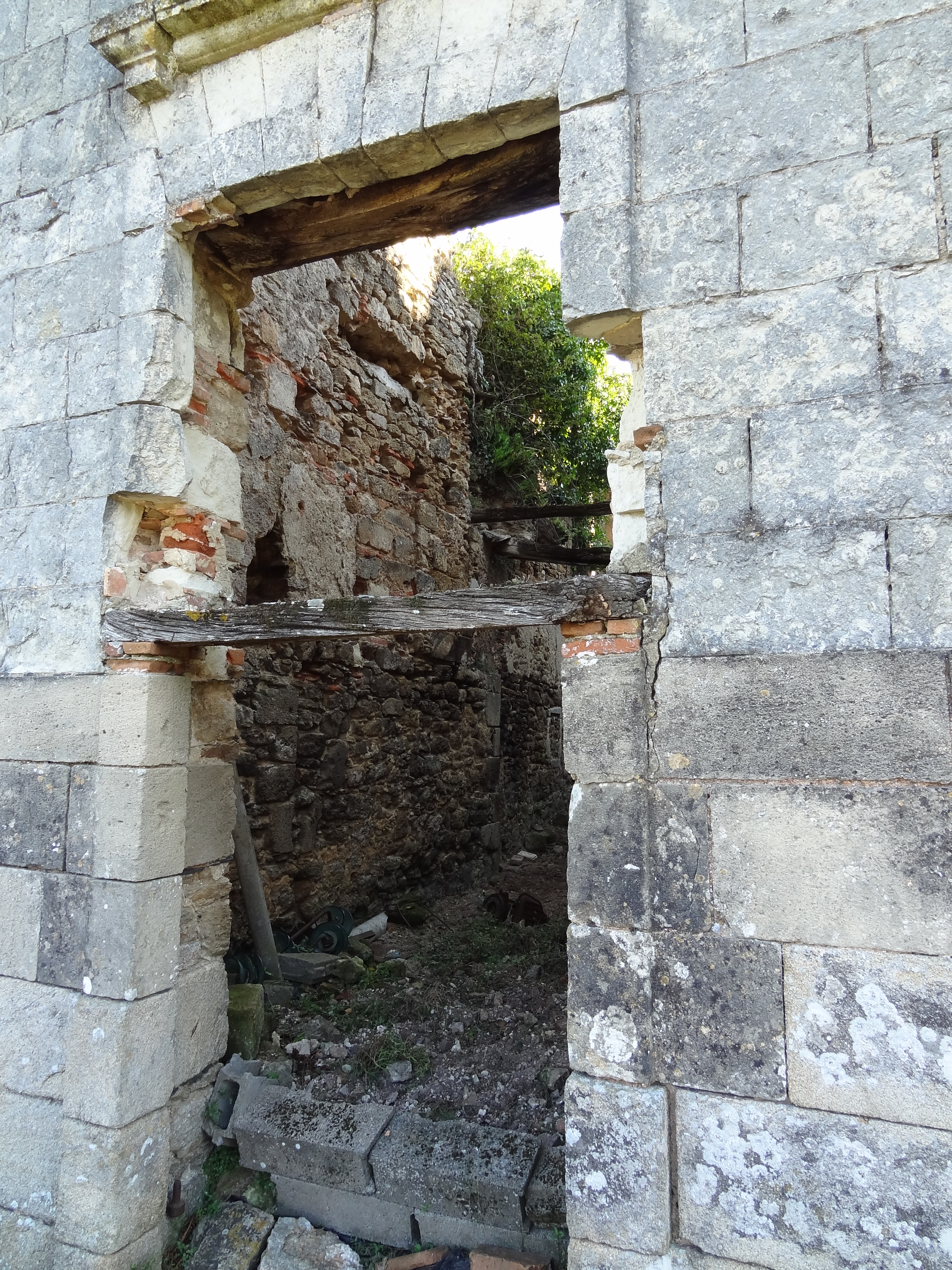
Entrée des ruines du château de Princé.
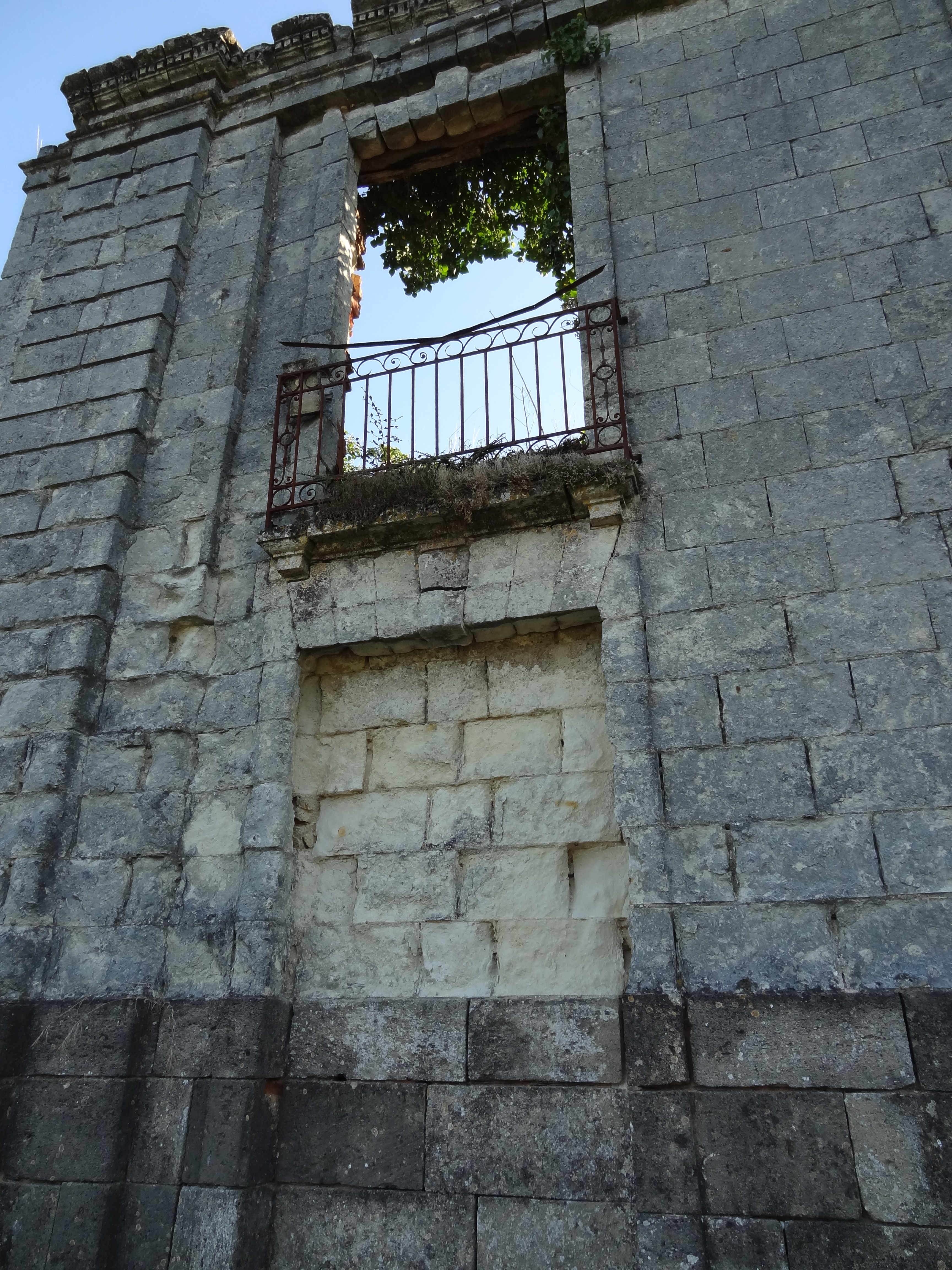
Une fenêtre du château de Princé.
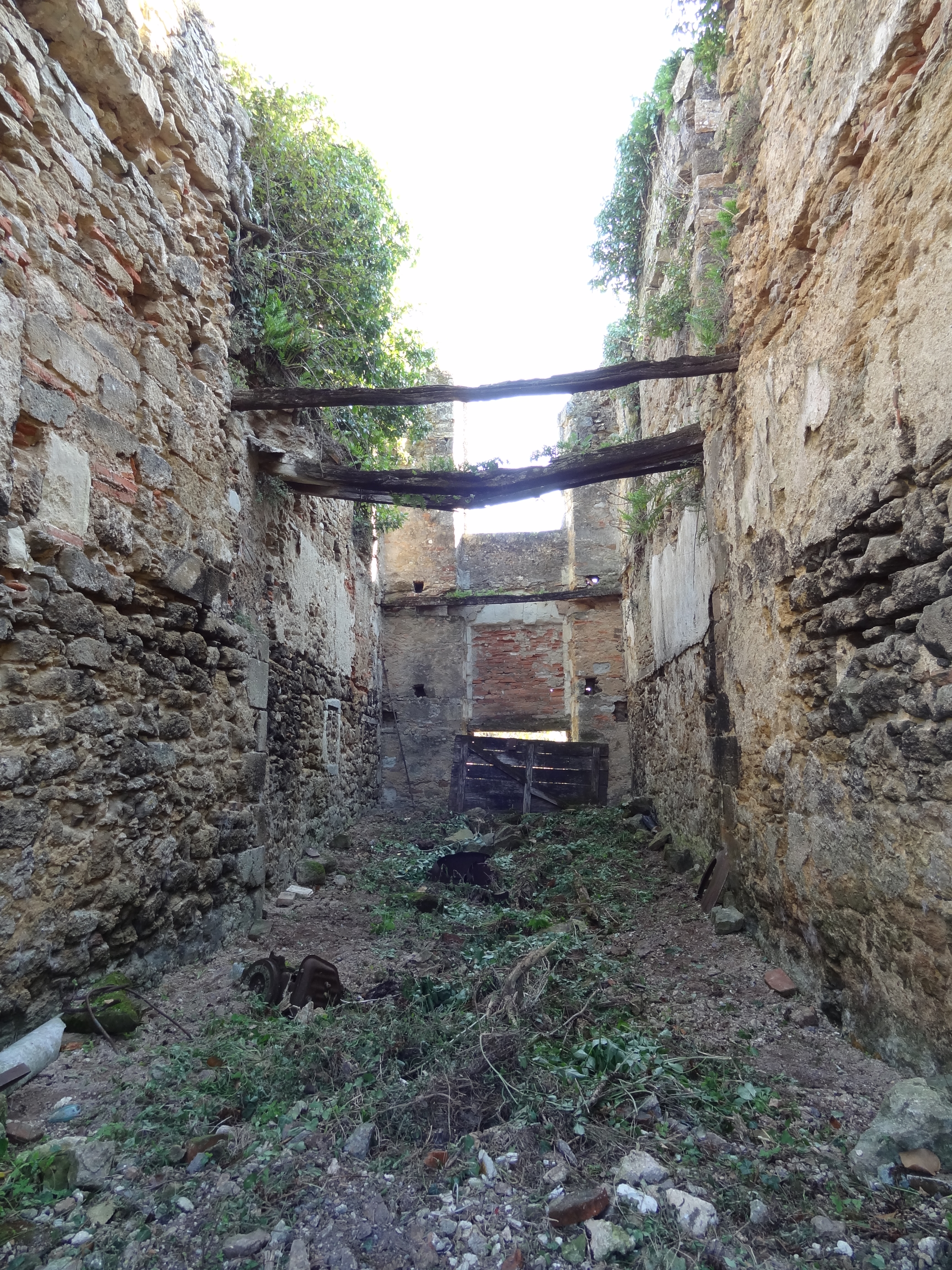
Intérieur des ruines.
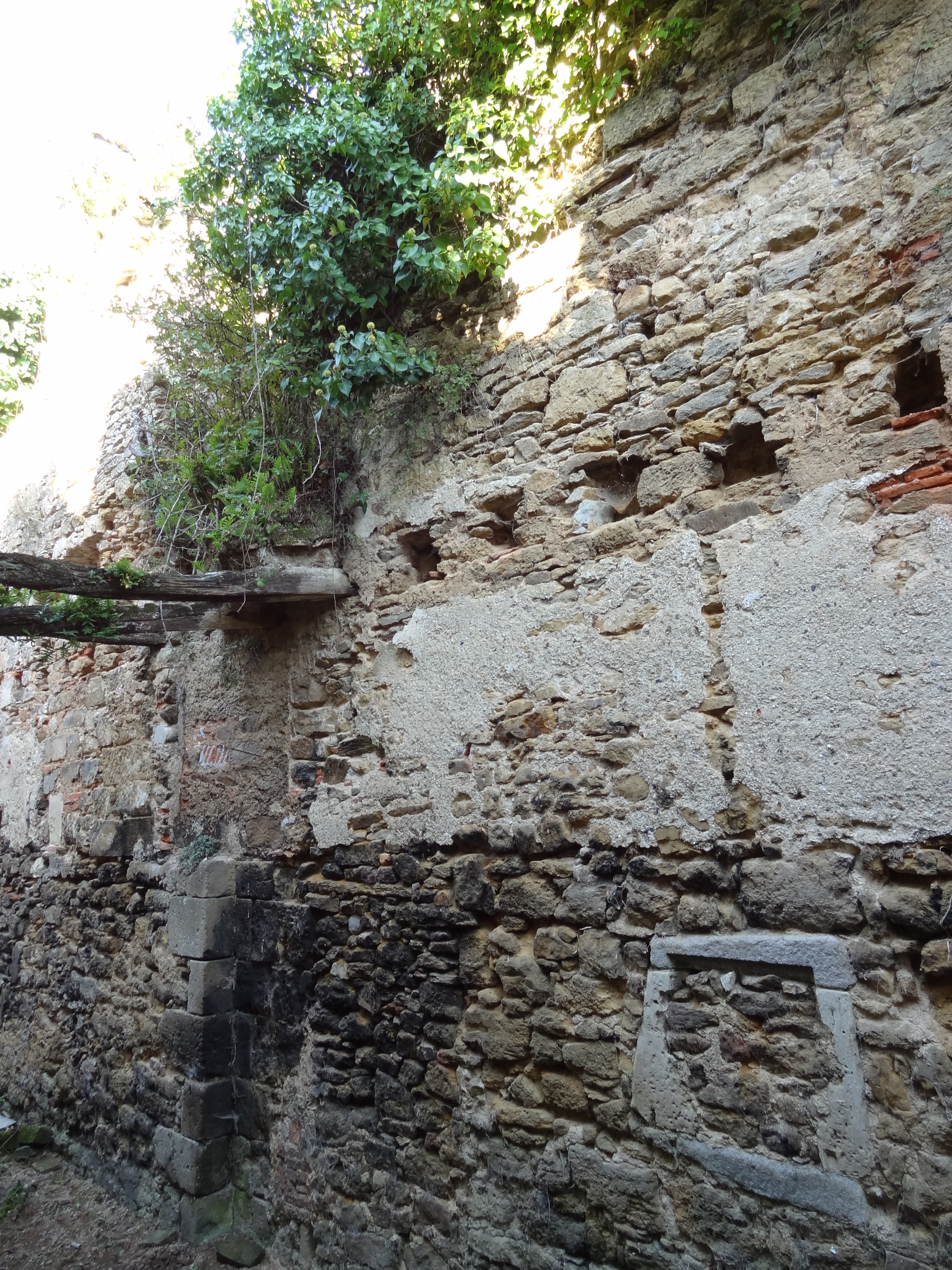
Détail de l'appareil architectural.
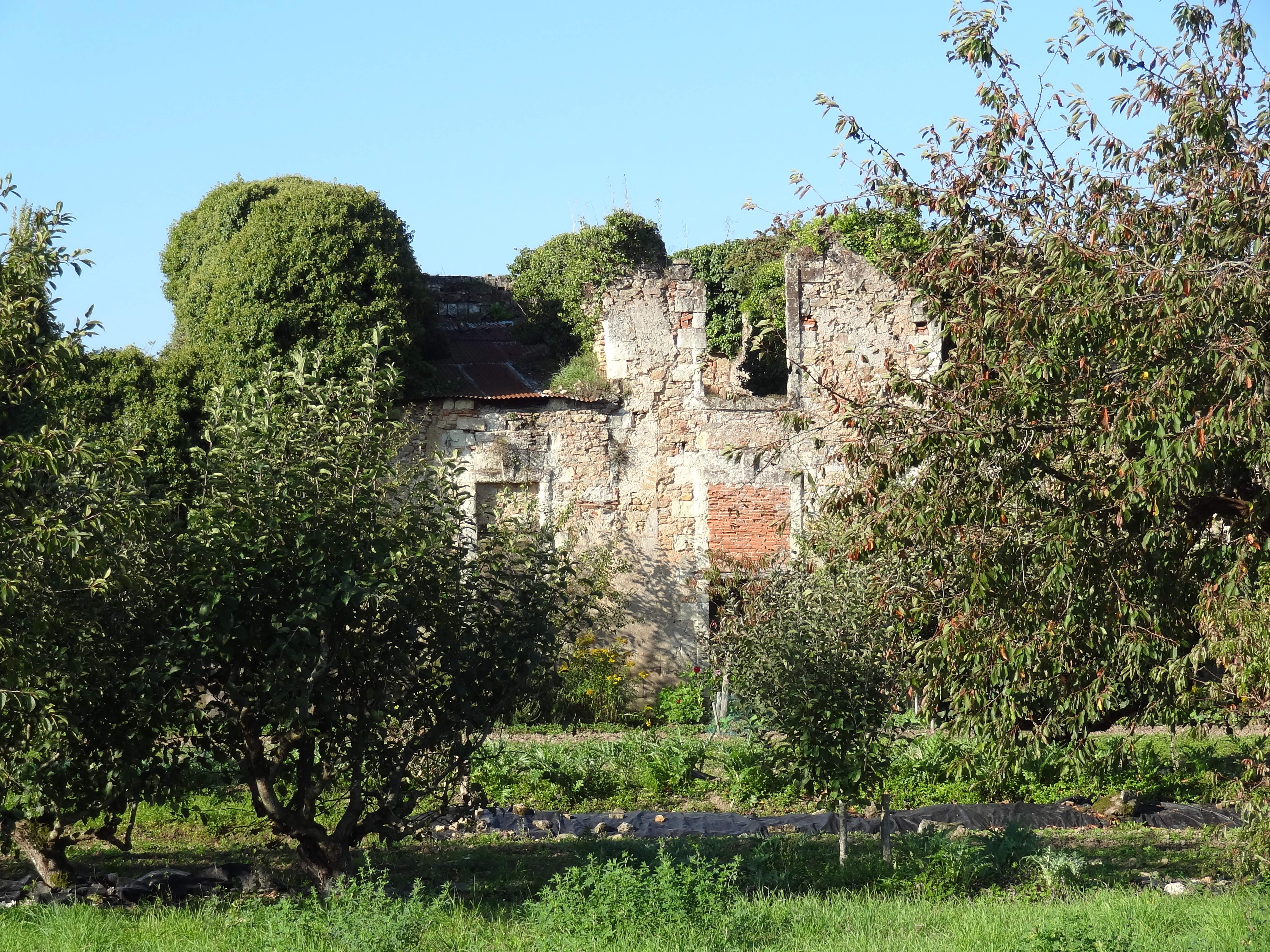
Vue des ruines.
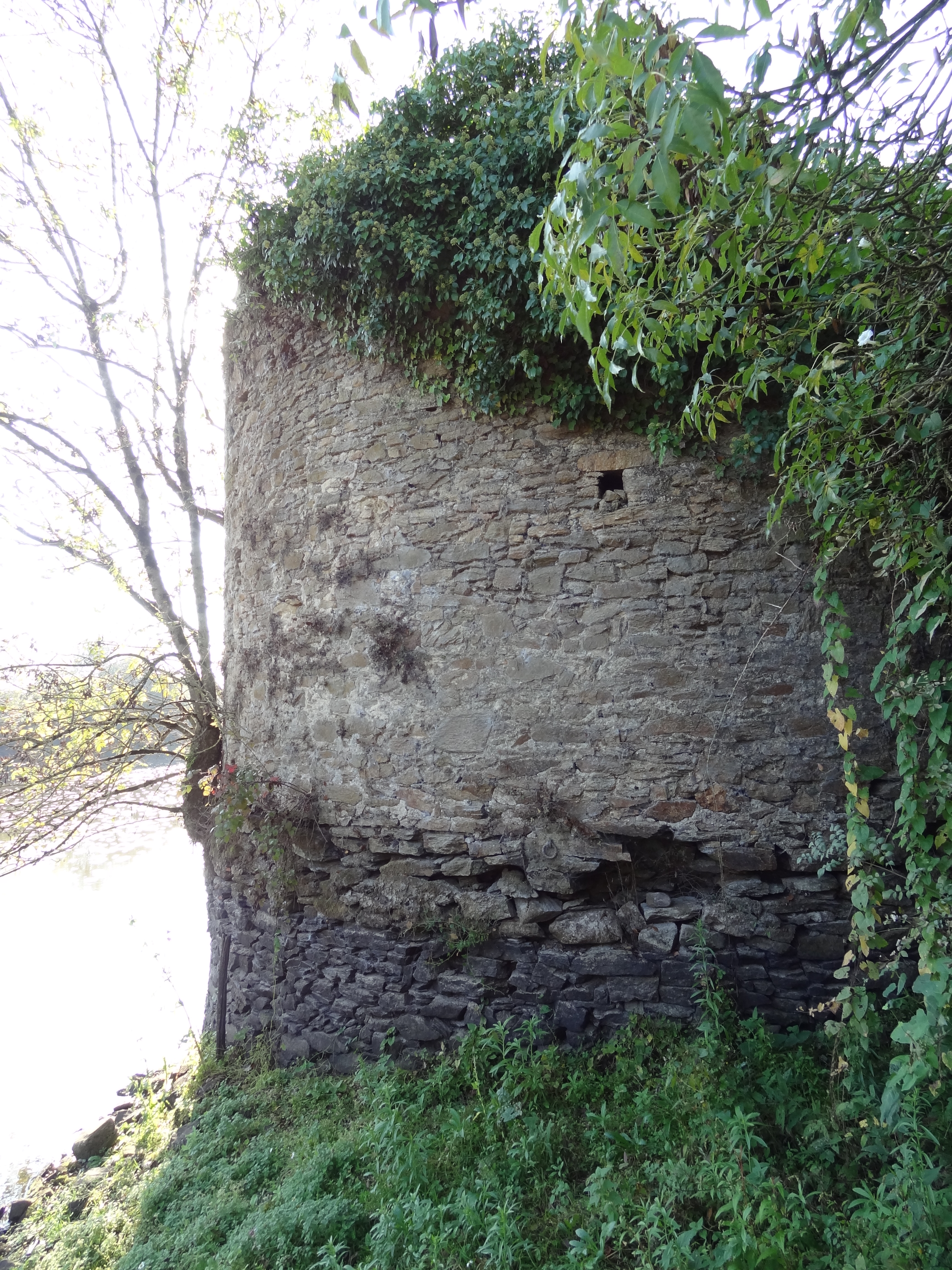
Ruines de la tour nommée « La Chapelle ».
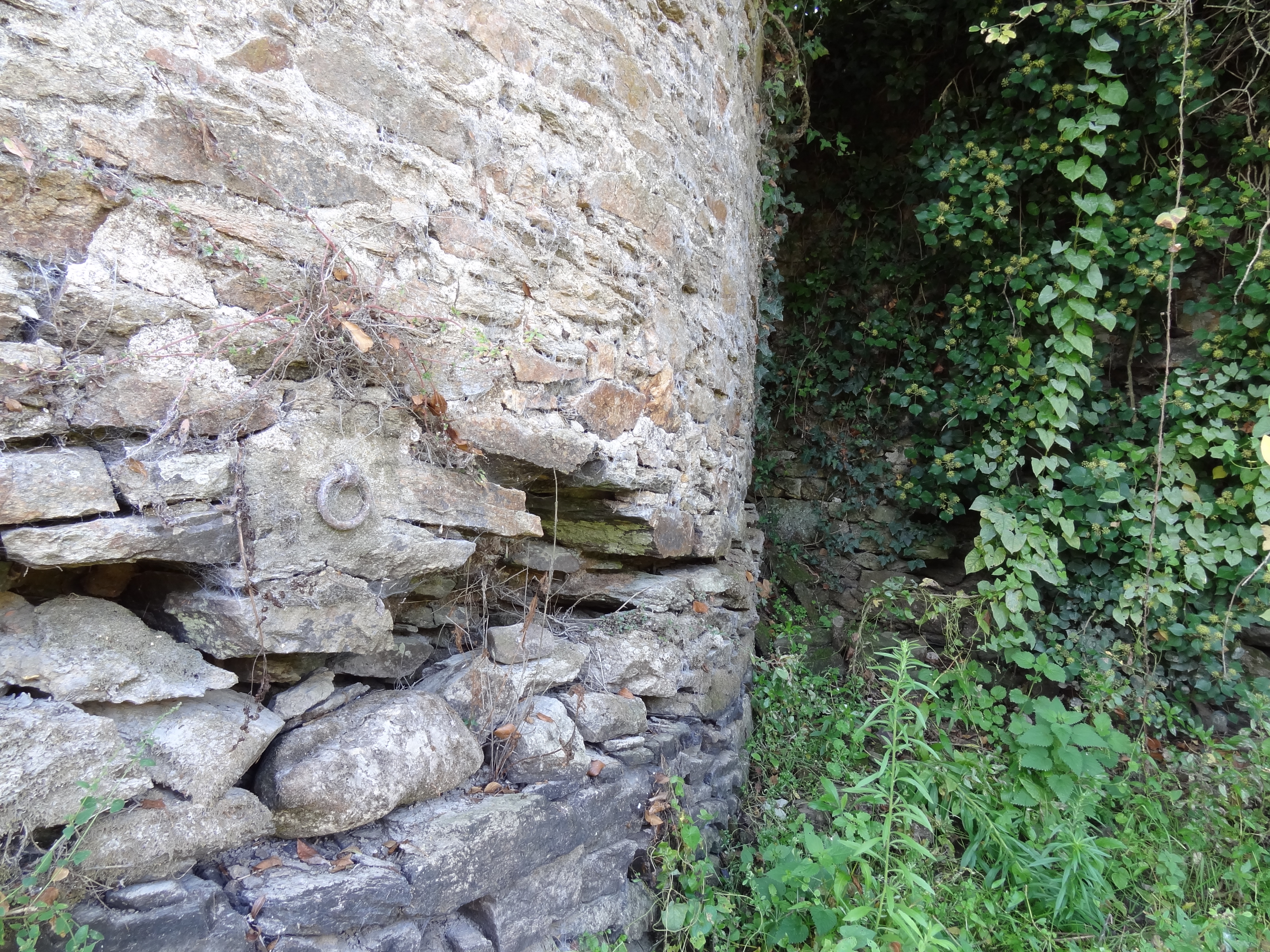
Détail de construction.
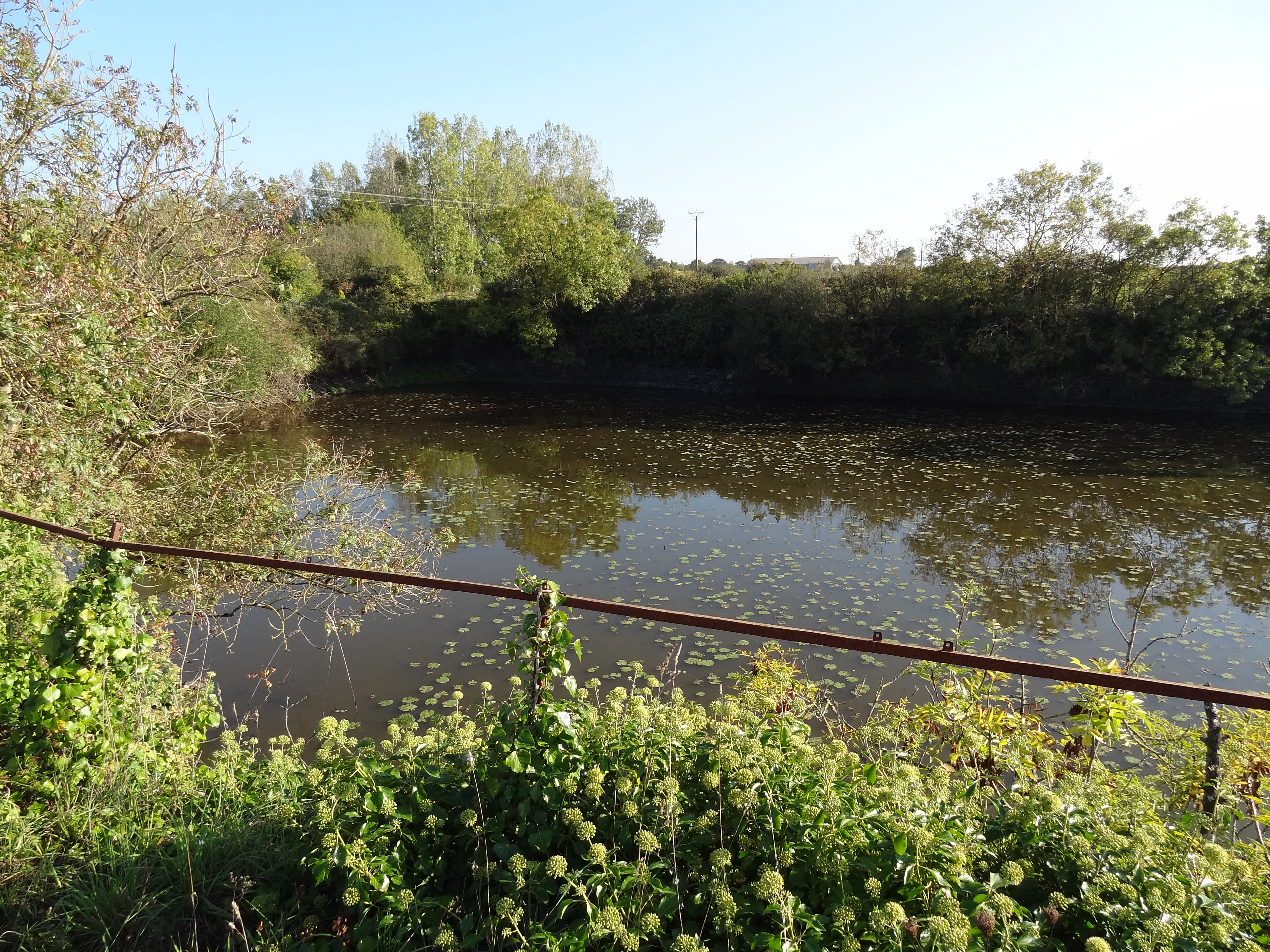
Plan d'eau aménagé.
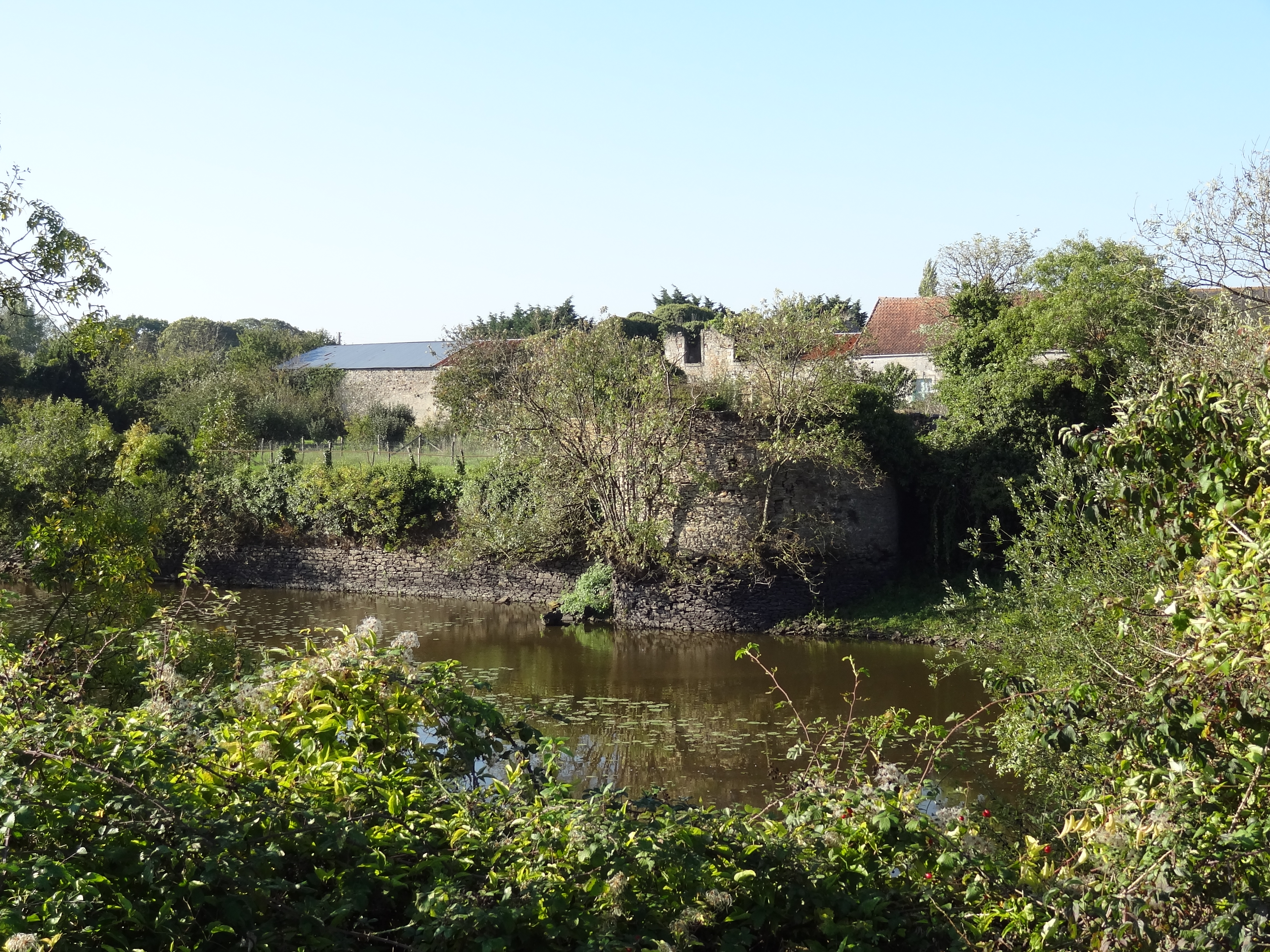
Vestiges de jardins de production.
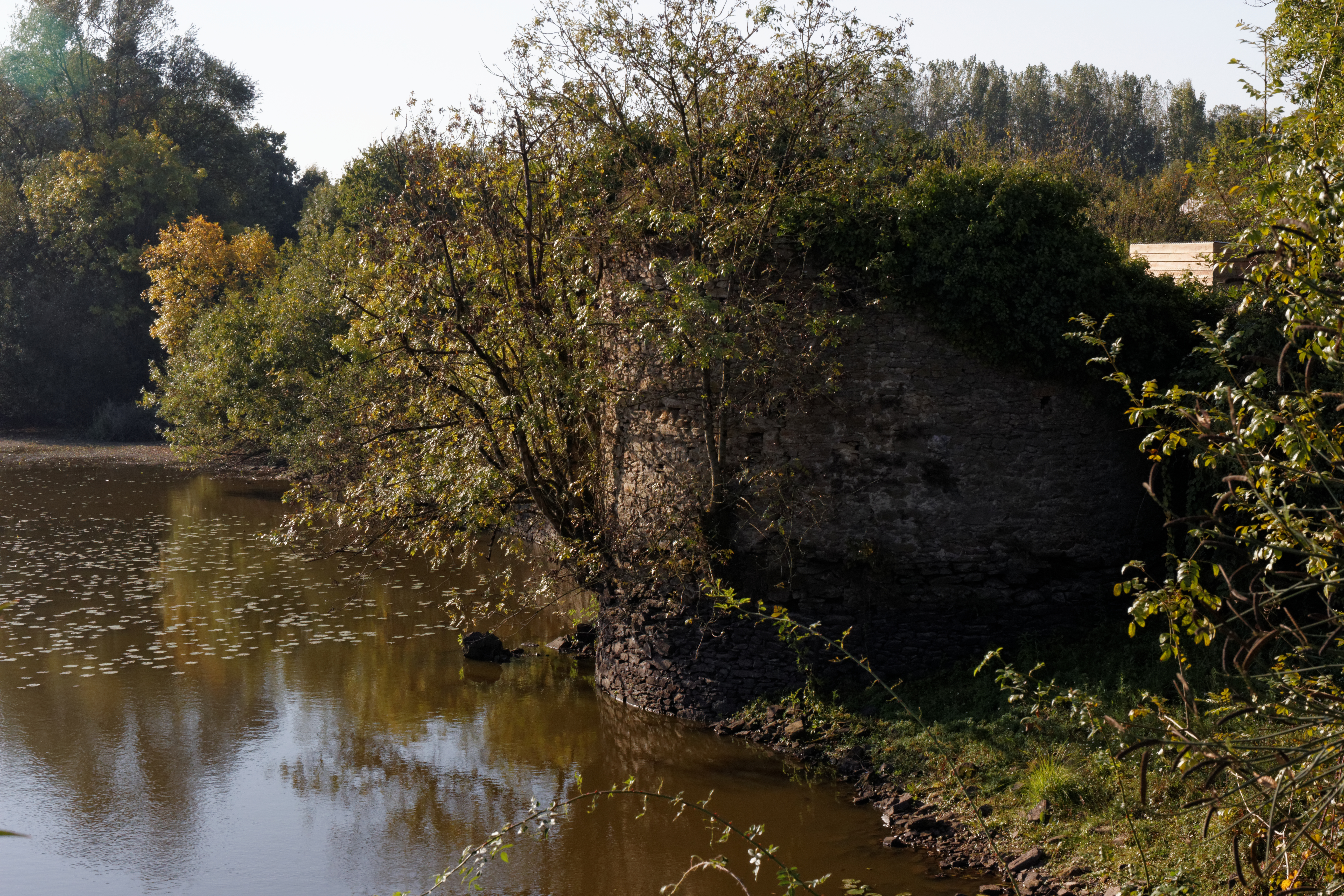
Les douves.
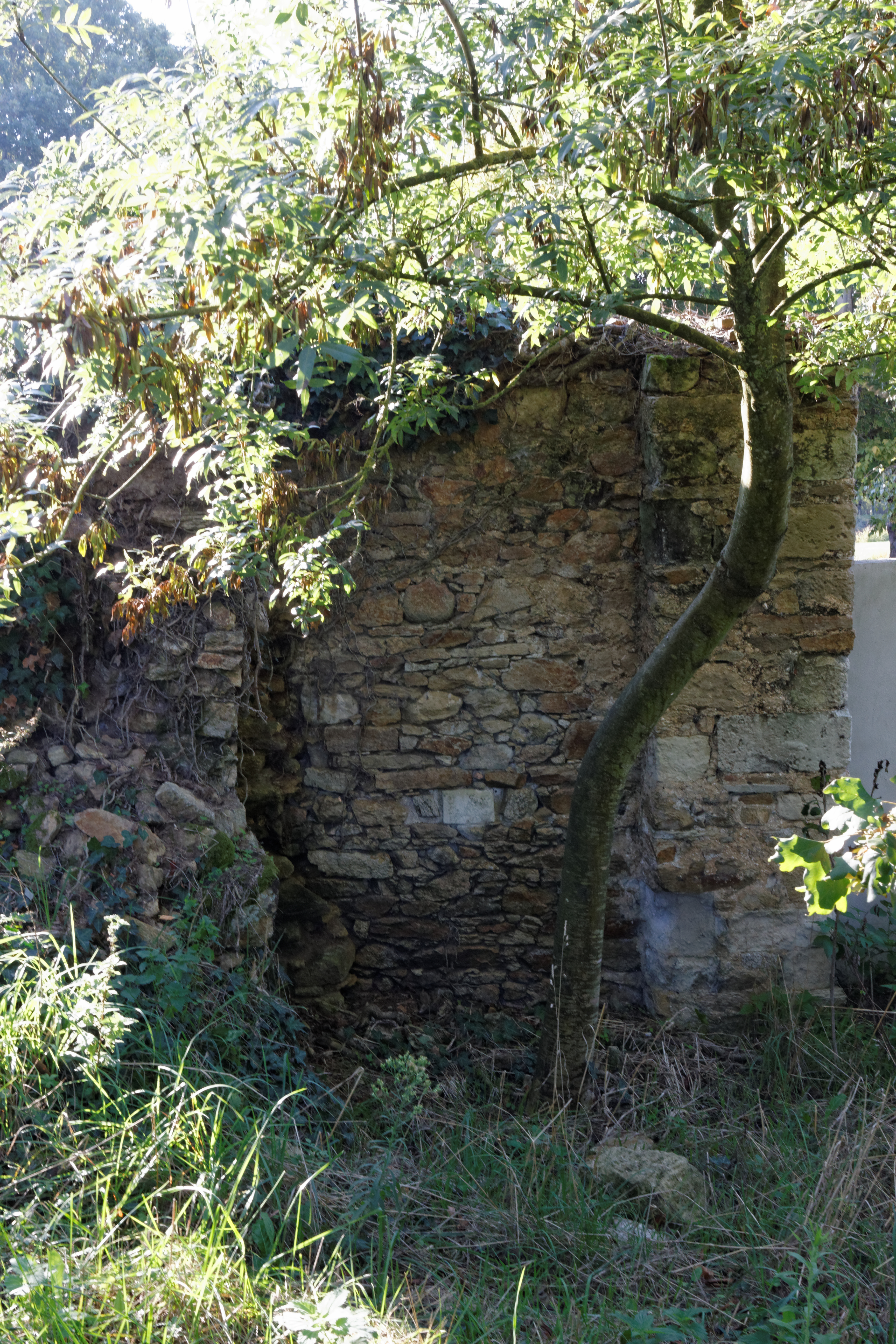
Vestiges de mur.

## Aux environs: le château-neuf ou "Palais de la Volupté" (dit aujourd'hui les îles enchantées)

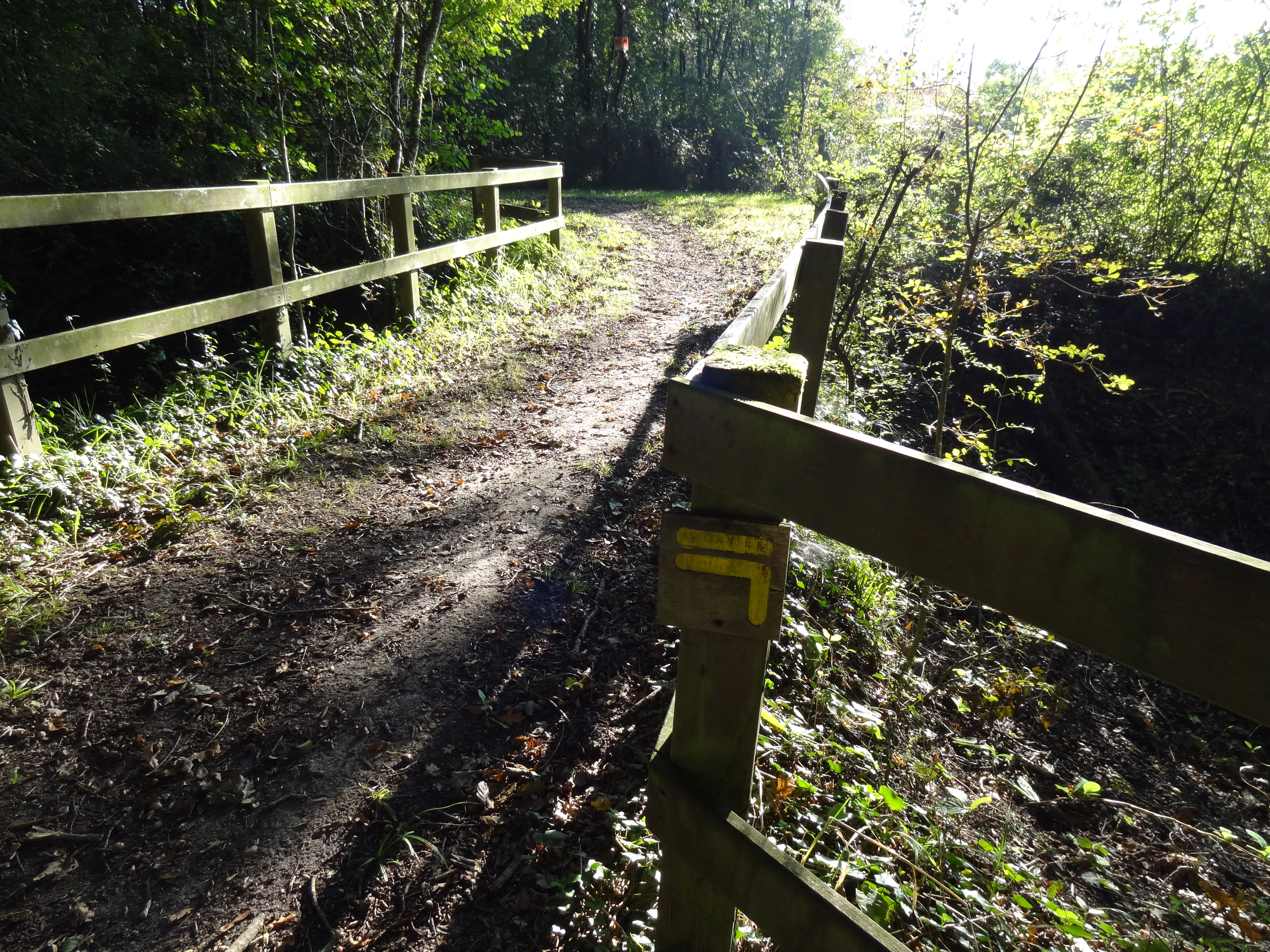
Vestiges des « îles enchantées », où passaient autrefois des cours d'eau artificiels.

Les îles enchantées sont le nom d'un aménagement de type Renaissance dans la forêt de Princé, autour du second château, dans la commune de Chéméré.
Bien que seuls quelques vestiges soient encore visibles, ces « îles » témoignent d'un projet artistique d'ordonnancement de l'espace naturel original, à des fins récréatives, pour l'aristocratie locale au début du XVIIe siècle,,. Le lieu est connu des habitants de Chéméré car on y organisait des kermesses; un podium est le vestige de cette époque.

### Histoire

#### AuXIVesiècle
Le Cartulaire des sire de Rais (~1344-1350) mentionne les premiers jardins du château féodal dominant le pays sur sa motte, avec fossés et ponts :

« C'est assavoir le manoir de Prinsay, tant comme il est dedens la cloture de la mote de eaive où il est assis... item, il aura le jardin aux herbiers près de lad. Mote, dont la cloture du mur de ferme... item il aura toute la forest de Prinsay avecques toutes les drictures et appartenances d'icelle tant en boys, etancs de vendes, affiaige, juridictions, seigneuries... »

#### AuXVIIesiècle, une estampe
Un plan des jardins de Princé vers 1678 par François de La Pointe représente ce second jardin aménagé sur la commande de Henri de Gondi, duc de Retz. À l'origine, il s'agissait de jardins ouverts au soleil, il n'y avait pas la futaie actuelle.
Ils étaient ordonnancés autour du château, mais ce n'étaient pas des jardins à la française : des murs les isolaient les uns des autres. Certains murs ont été reconstruits au XVIIIe siècle, sans respecter l'ancien plan, notamment pour l'allée d'entrée qui a été élargie.
Il y avait trois types d'espaces, des jardins nourriciers (potagers et vergers), des jardins d'agrément (fleurs) et des jardins fonctionnels (chenil). Ils étaient organisés en cinq îles encerclées par près de 1 kilomètre de canaux. Deux rectangles se coupaient à angle droit et se superposaient délimitant un carré central isolé par quatre canaux : le rectangle est-ouest faisait 130 mètres de long sur 78 mètres de large (nombre d'or). Sur chaque îlot étaient édifiés de petits monuments, gloriettes pour les quatre branches de la croix et sur l'île du centre, un pavillon.

##### Le Baignoir
L'emplacement exact des restes du Baignoir signalé sur ce plan ont été signalés en 1992 à la suite des visites guidées du site organisées par V. Mathot : un triangle de murailles de quelque quinze mètres de côté représentant l'ancienne anse d'alimentation d'une piscine champêtre. Une digue de près de 50 m de long sur 8,50 m de large relie la lisière Est du Bois de la Taille au Bois de la Hernerie ; elle ne figure pas sur le plan de 1678, il s'agit probablement de réaménagements postérieurs, comme le double barrage du couloir d'alimentation. Une porte monumentale flanquée de larges murs à oculus, analogue à la porte nord du château, clôturait au sud le chemin de la digue, à l'orée du Bois de la Hernerie. Le Baignoir d'origine était alimenté par les eaux du grand étang lui-même alimenté par deux ruisseaux, l'un dévalant de la crête de la forêt et l'autre débouchant de la Lande de la Noé-Bertet. Le second Baignoir ne s'alimentait plus au réservoir de l'étang : il recueille les eaux d'un ruisseau qui passe à proximité de la ferme du Parc.

##### La Tortuère
L'enclos du Tivoli se présente sous forme d'un boqueteau à mi-chemin entre le Château de Princé et les Îles enchantées, jouxtant l'énorme chenil, à l'intérieur des murs du domaine. Il se situait sur le trajet du Petit Canal qui alimentait les douves du château, et dont les conduits étaient enterrés. Sur le plan il a la forme d'un rectangle écrasé épousant la direction des points cardinaux. Une cabane construite en dur d'environ 2 mètres de hauteur et 3 mètres de diamètre au sol se dresse dans l'angle sud de l'île ; elle a la forme d'un dôme à base circulaire qui rappelle un abri prévu pour l'hibernation des tortues, ce qui justifierait le nom porté sur le plan.

#### Poème de Saint-Amant, le Palais de la volupté, 1641
Ce poème de 1641 décrit le château neuf et son jardin. Le titre Palais de la volupté ne fait pas référence à la sensualité mais à la paix et la beauté dans un cadre harmonieux, microcosme de temps rêvé : la nature est embellie par l'art, par la main de l'homme.
Le château « nouveau » est donc un rendez-vous de chasse dont le salon central est dédié à Apollon, Neptune, Pan et Diane ;
quatre salles sont dédiées à des divinités tutélaires. En sont exclus, avec une pointe d'humour ou de sarcasme, les invités indésirables : Mercure pour le jeu (pas de pingre), Vénus pour le repos (pas d'homosexuels), Bacchus pour la boisson (pas d'ivrognes querelleurs), Minerve pour l'étude ou la conversation (pas d'esprits forts, non cultivés).
Ce château de style Renaissance est encerclé d'un jardin dont le poète souligne l'originalité quand il loue l'aménagement rigoureux de l'espace : « L'invention en est nouvelle. »

#### Le cadastre de 1836
La feuille A3 confirme le plan de 1786 et l'ordonnancement des canalisations séparant les îles.

### Restitution 3D du château-neuf de Princé, première moitié du XVIIe siècle
En analysant les plans et les descriptions, il est possible de proposer une restitution du château-neuf de Princé, au début du XVIIe siècle, lors de sa construction. Le plan est très original : le bâtiment central est entouré d'autres constructions situées sur des îles environnantes, comme une sorte de camp militaire, mais entouré de canaux. Il y avait probablement des ponts qui reliaient les différentes îles pour une circulation plus aisée.

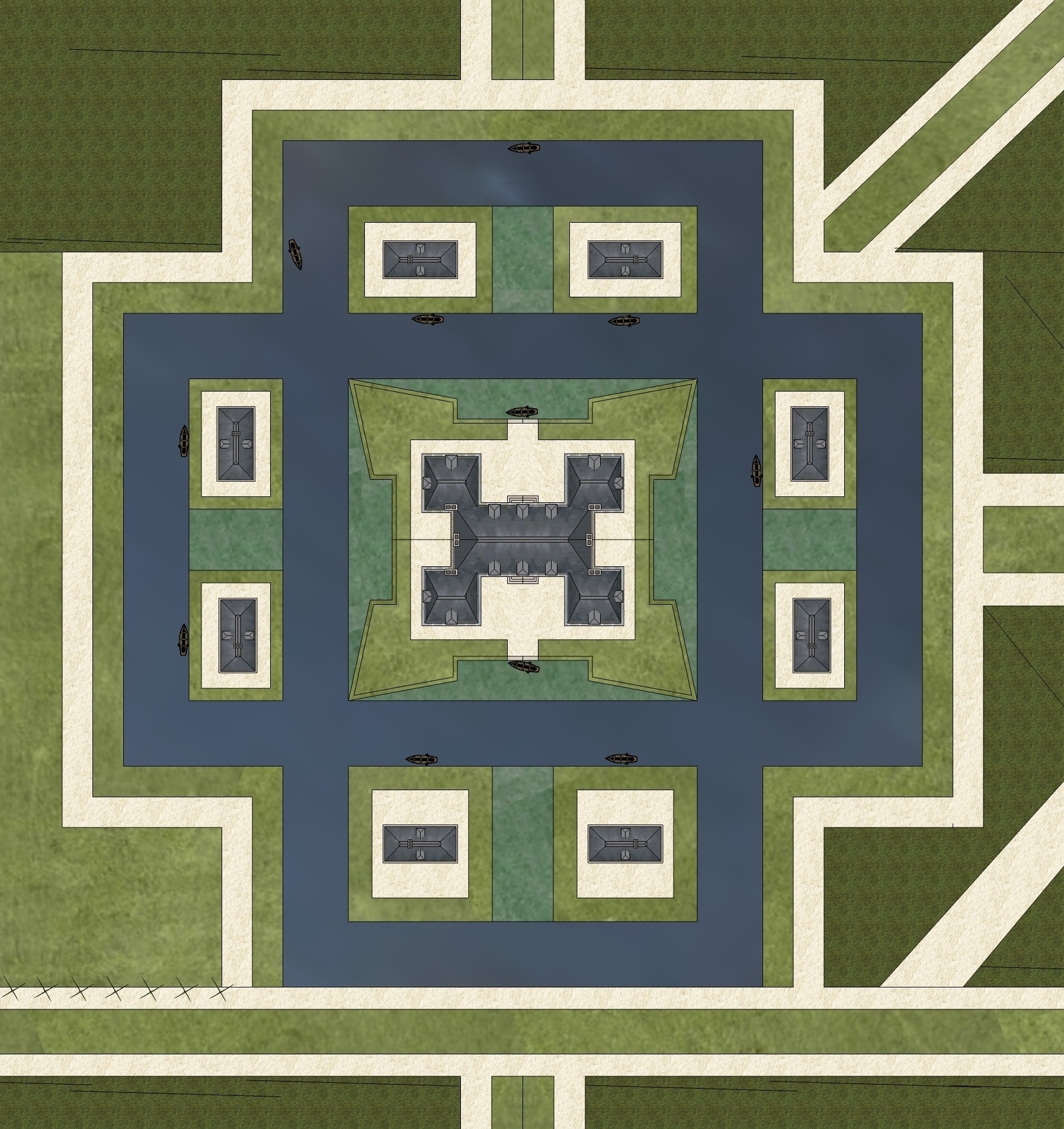
Restitution du plan du château-neuf de Princé, dit le Palais de la Volupté, vers 1630
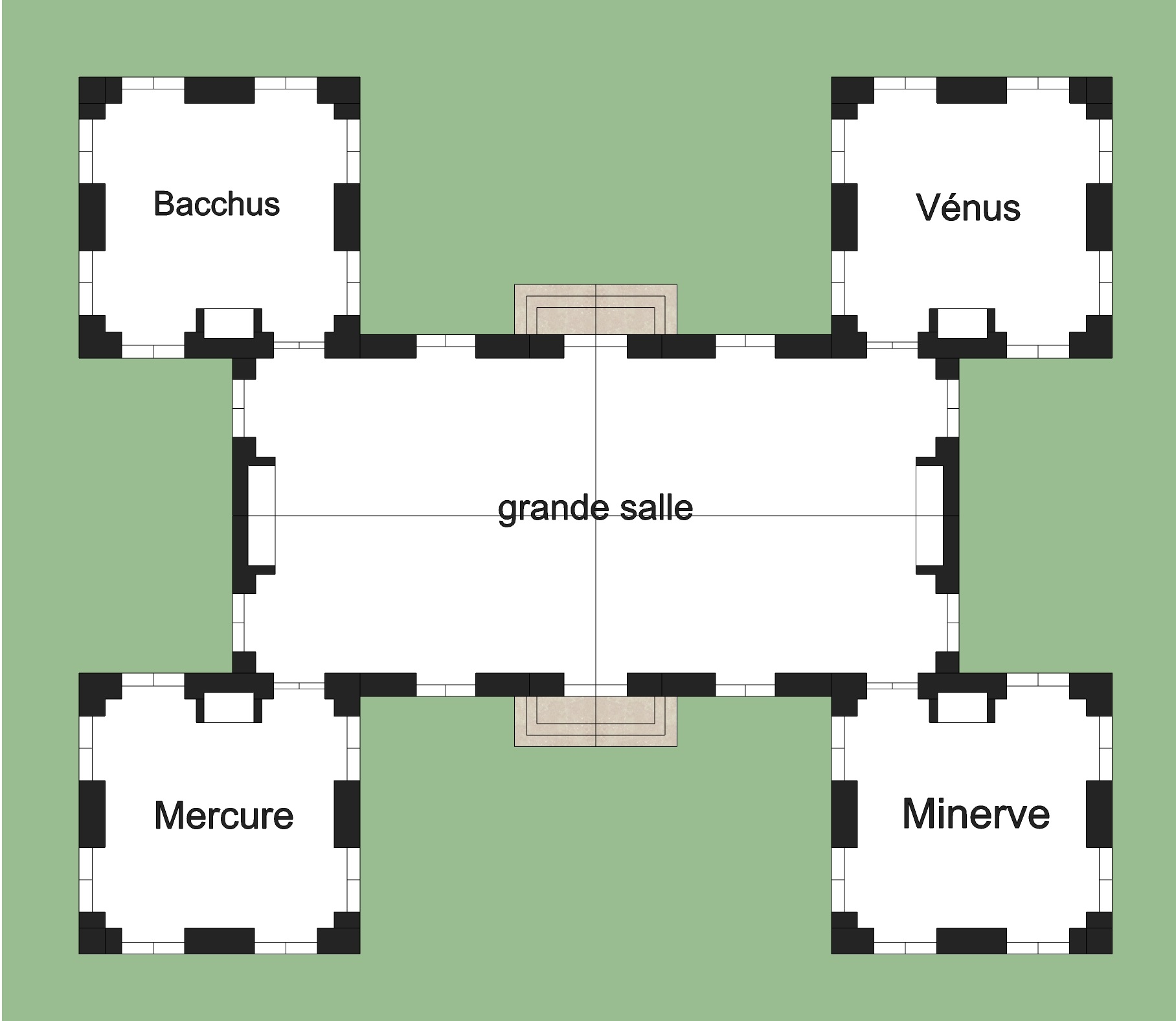
Proposition de restitution du plan du château-neuf de Princé, vers 1630.
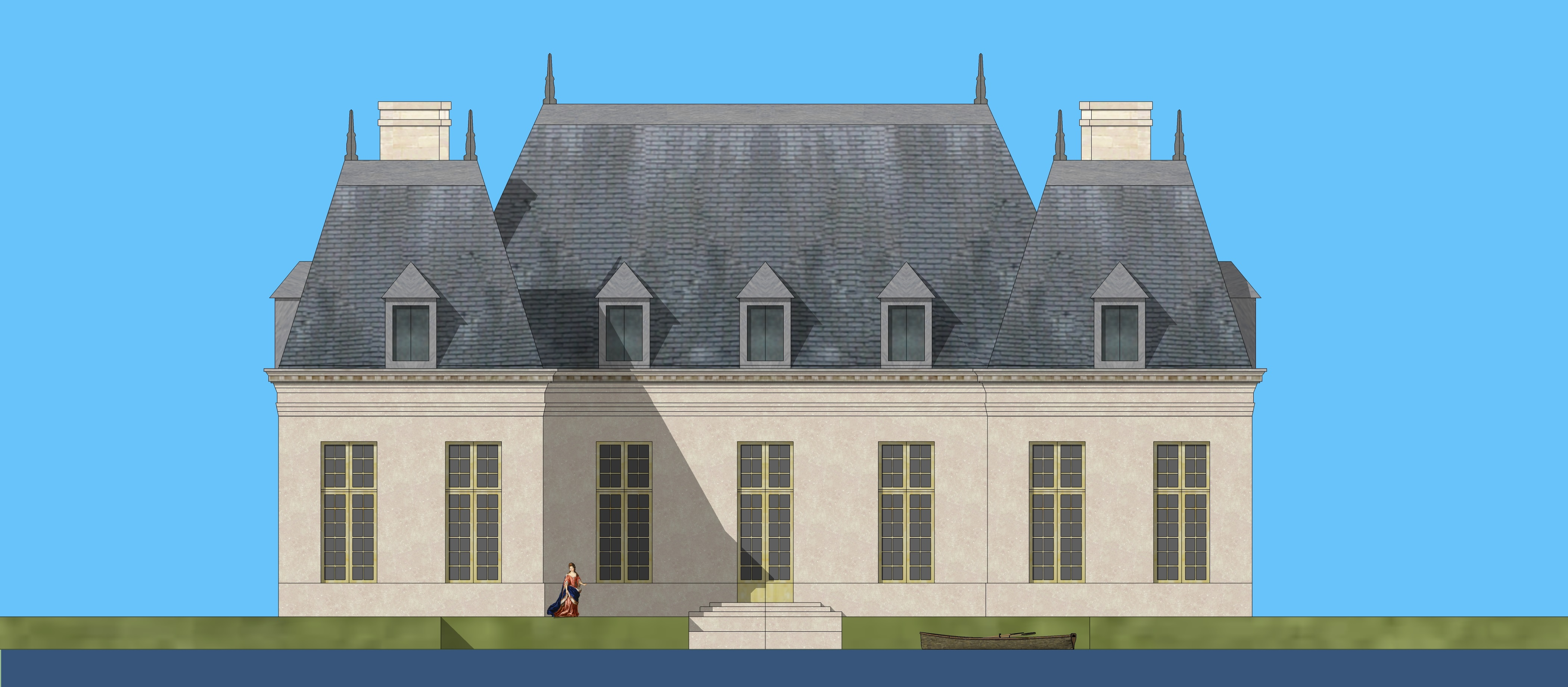
Proposition de restitution de l'élévation du château-neuf de Princé, vers 1630
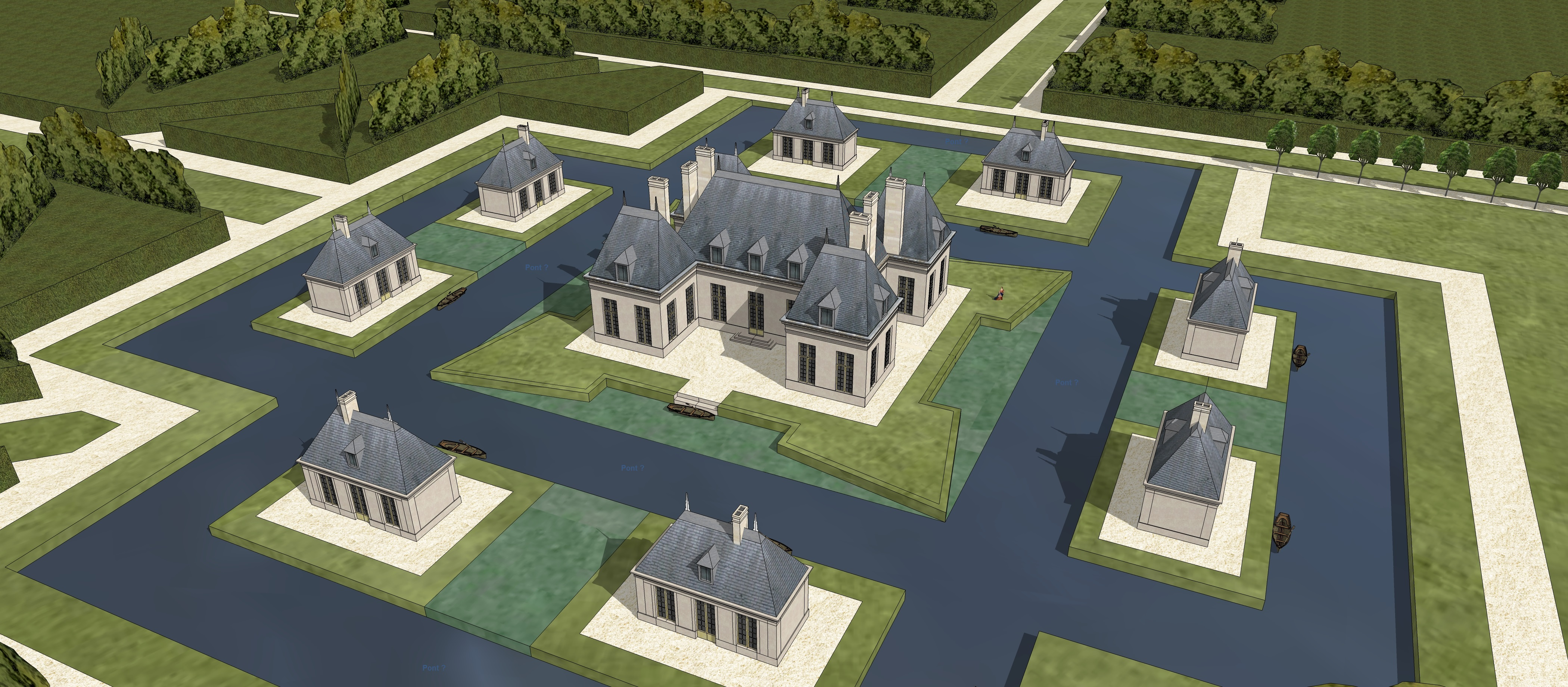
Restitution en vue cavalière du château-neuf de Princé, dit le Palais de la Volupté, vers 1630.
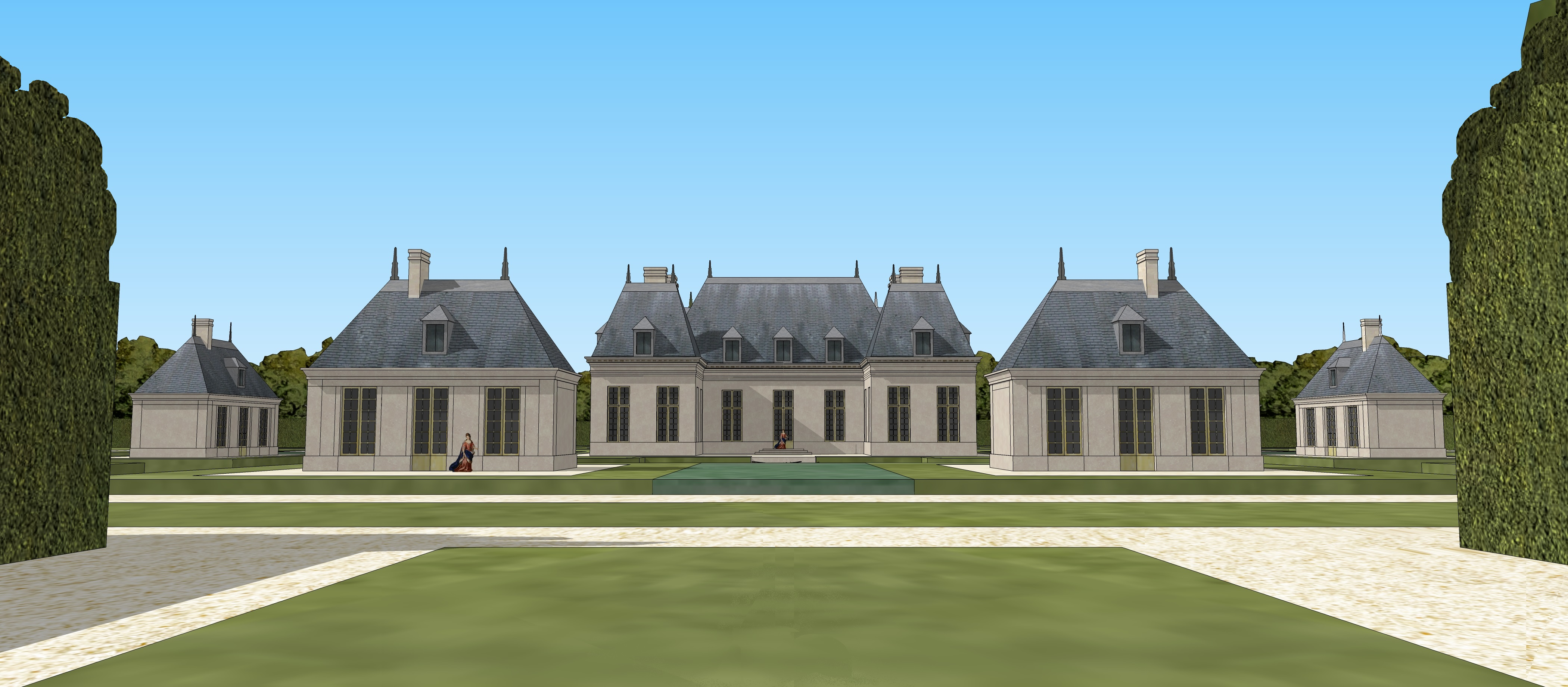
Restitution de la vue depuis l'entrée du château-neuf de Princé, vers 1630
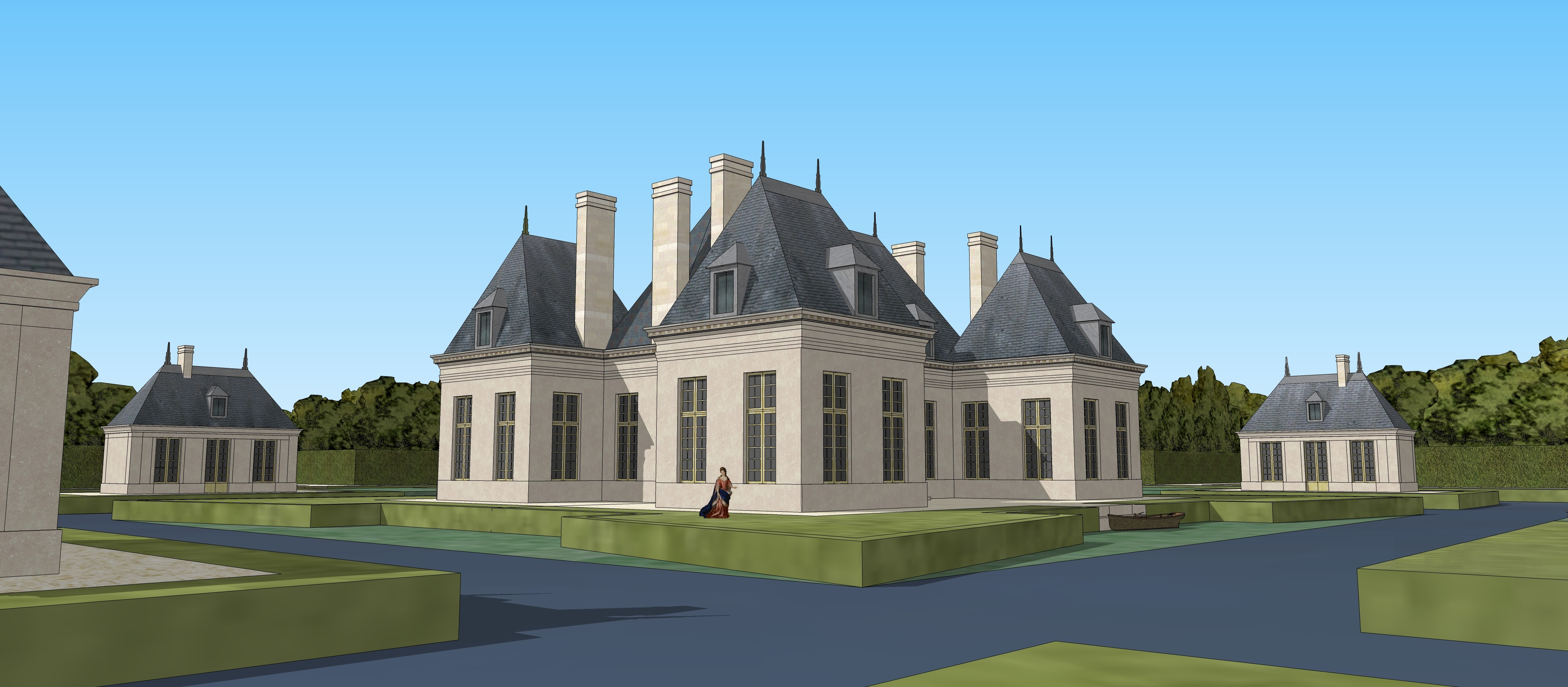
Restitution de la vision de biais sur le château-neuf de Princé, vers 1630.
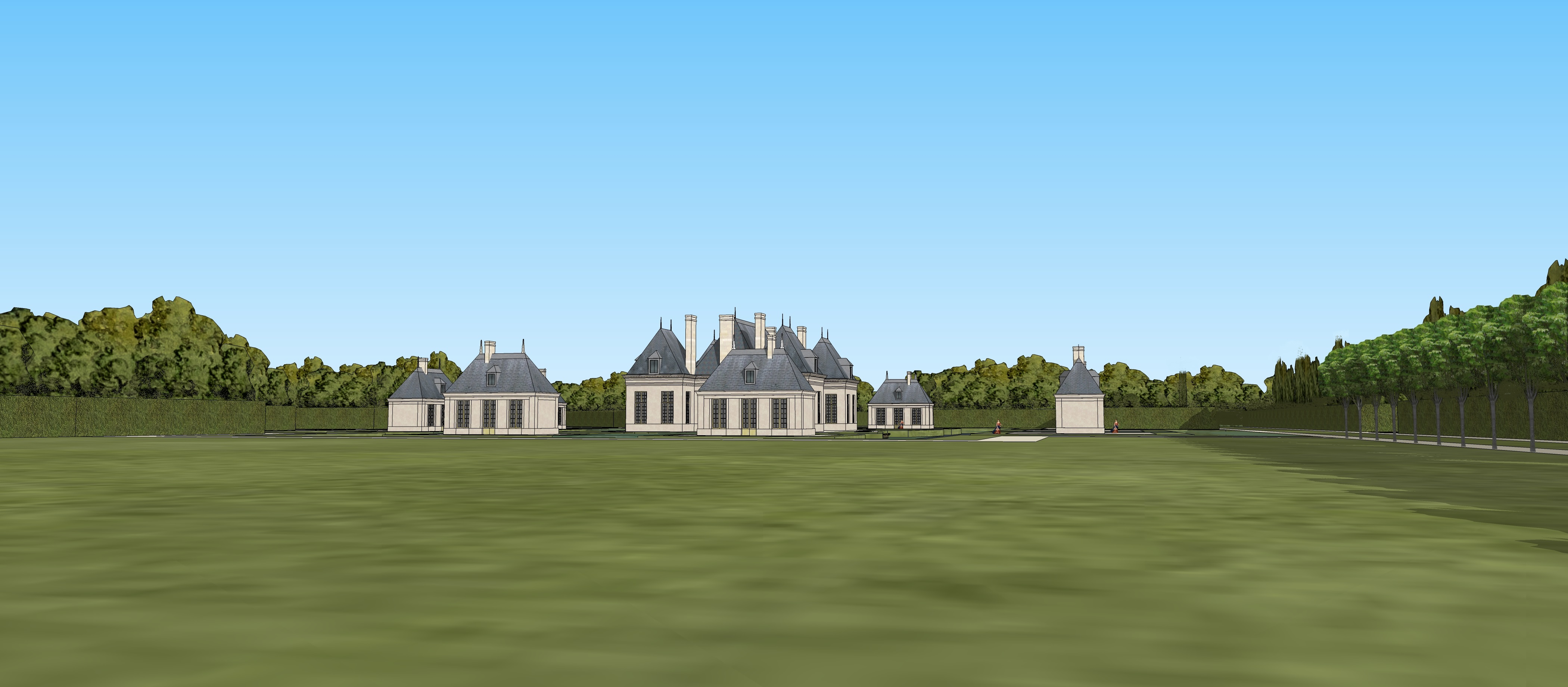
Vision restituée depuis la pelouse au sud du château-neuf de Princé, vers 1630.

### Galerie de nos jours

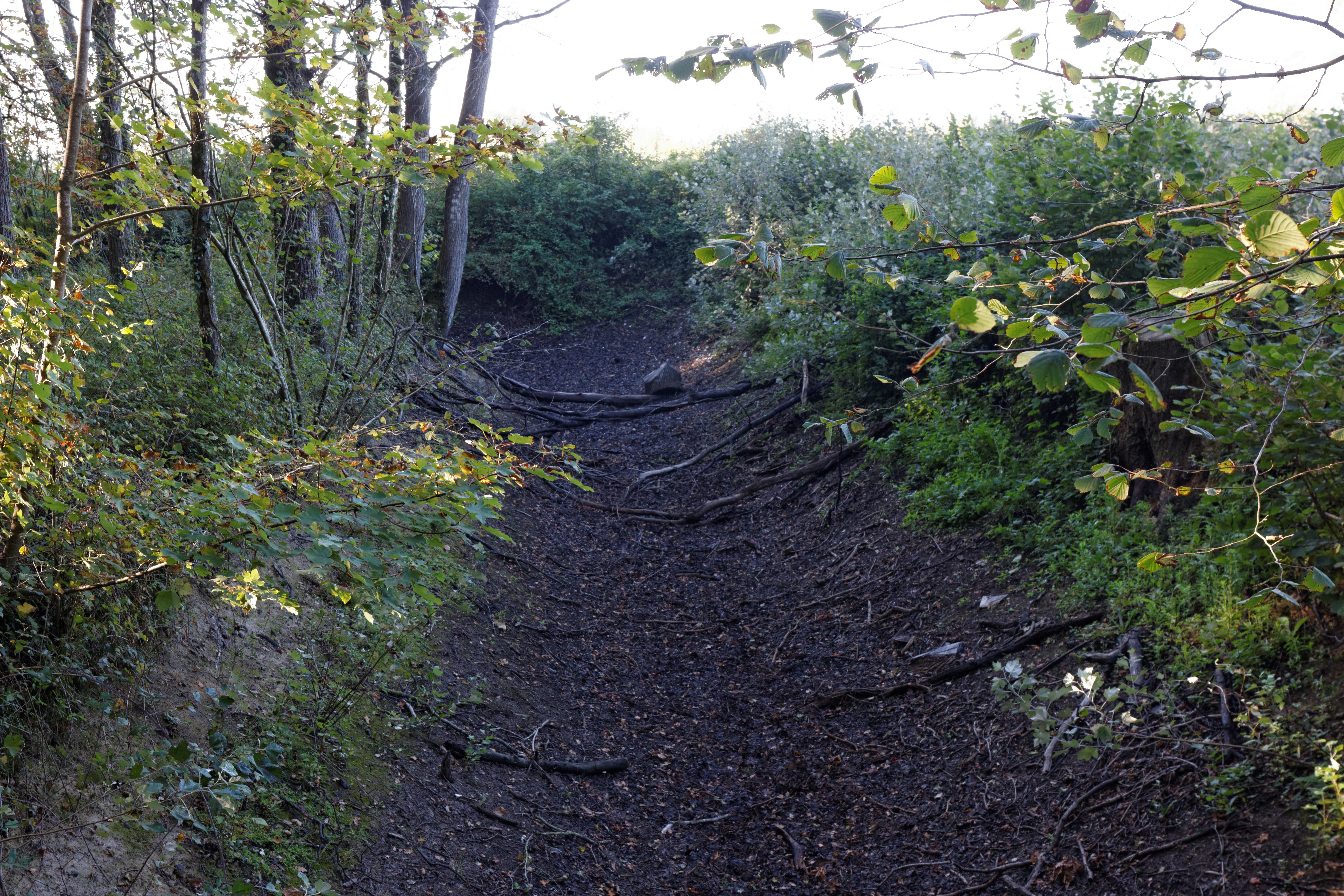
Chemin creux (ancien canal à sec ?).
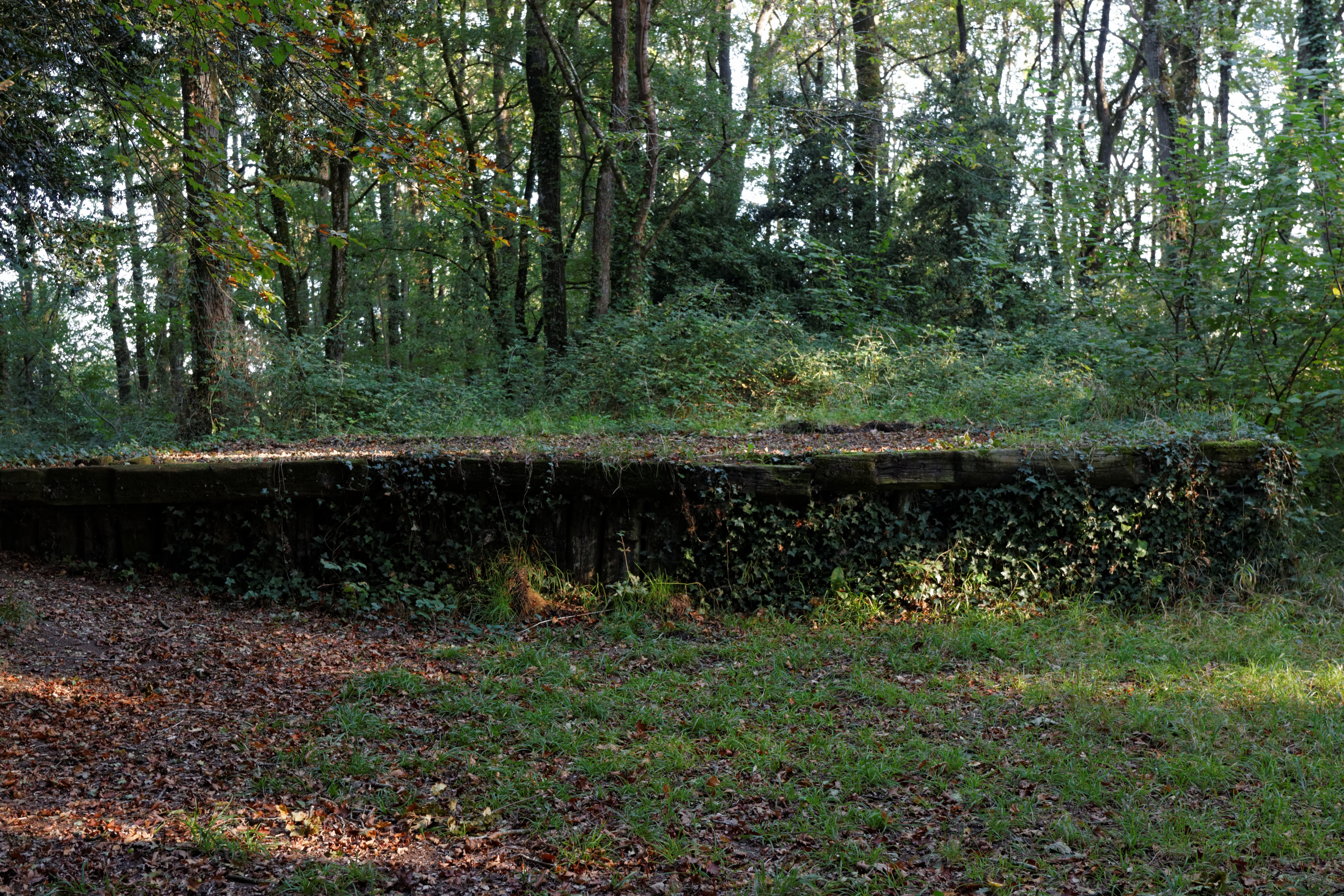
Vestige de podium des anciennes kermesses.
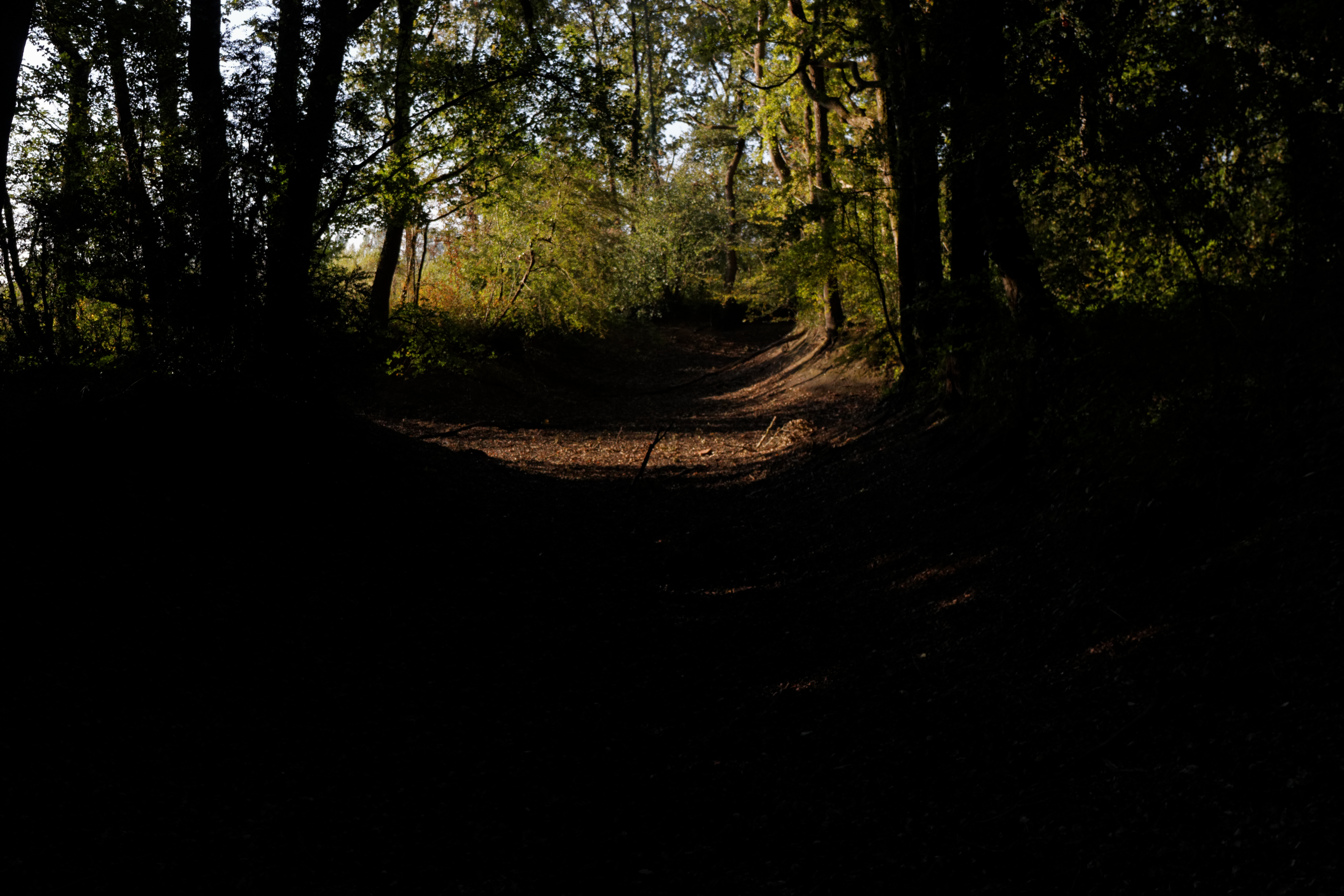
Futaie ombragée actuelle.
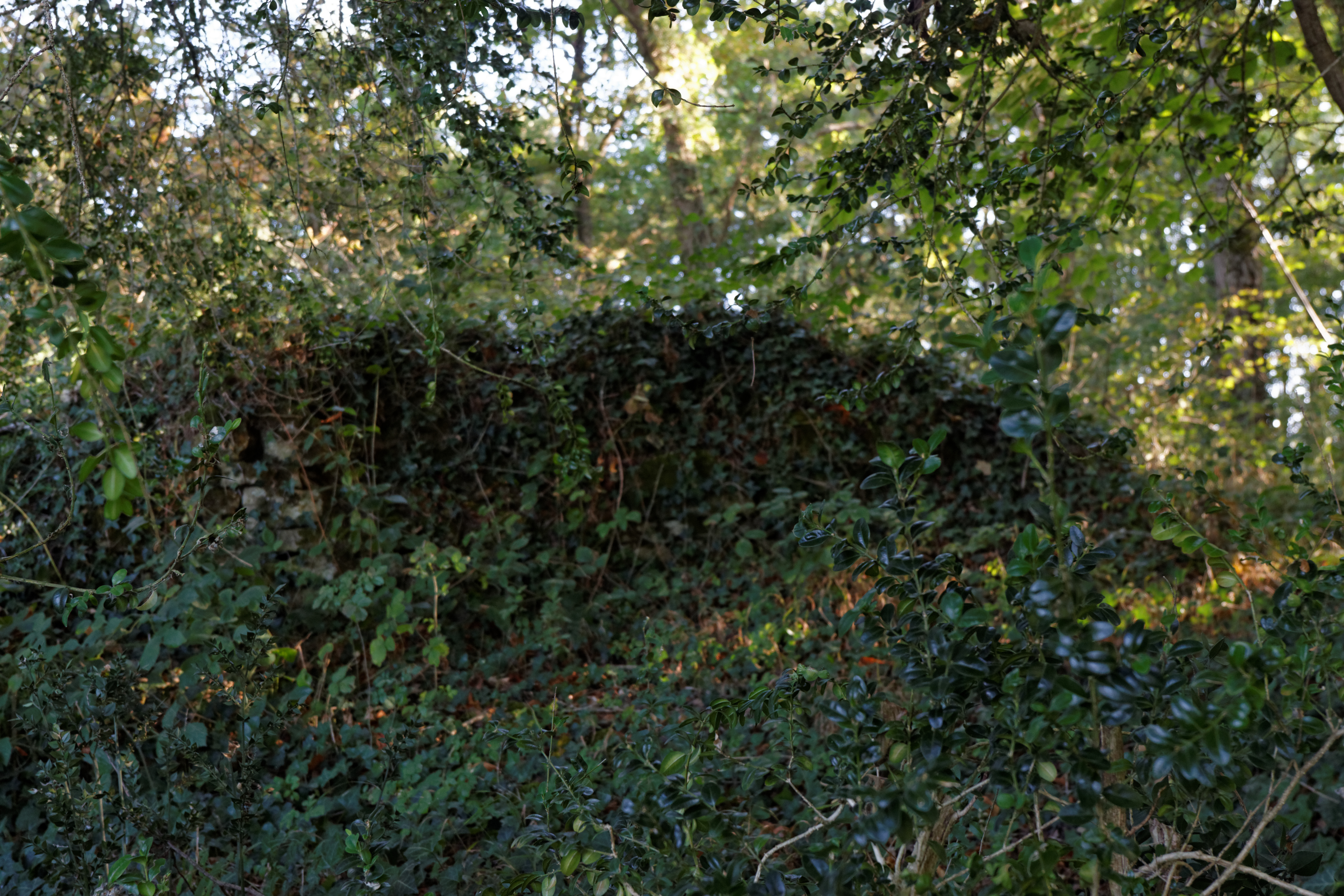
Vestiges de murs séparant les jardins.
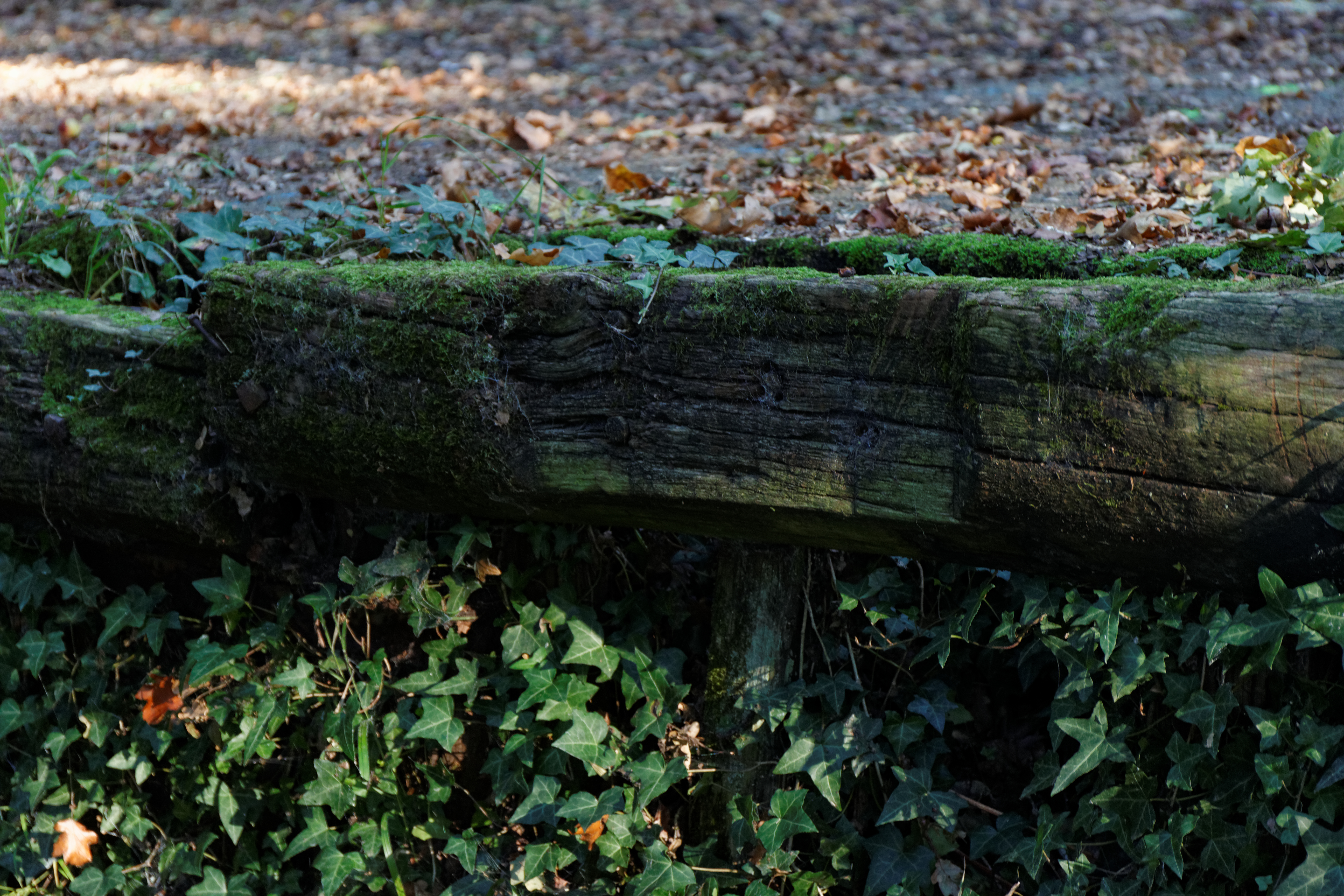
Gros-plan sur une poutre de l'ancien podium.
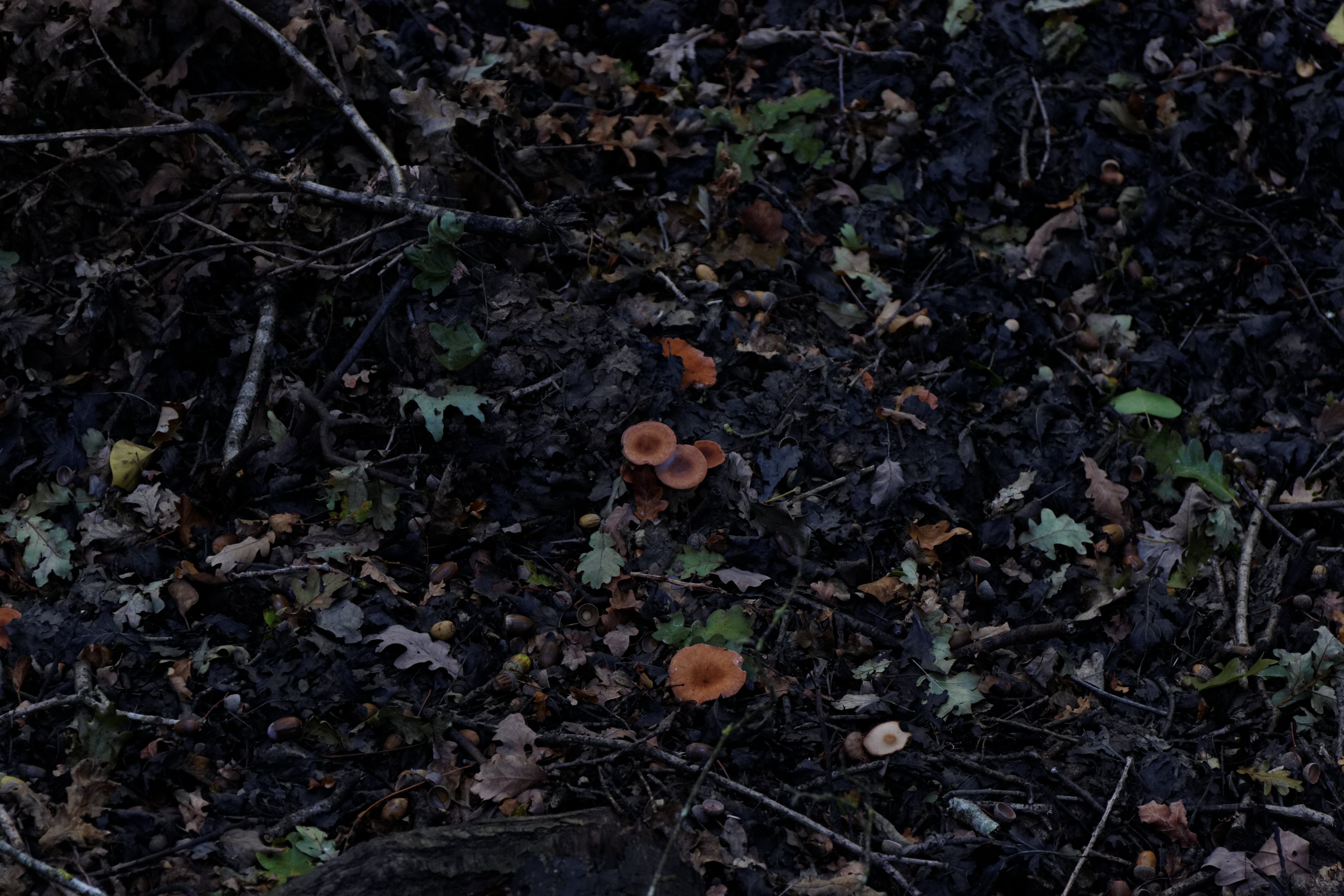
Un bois apprécié par les amateurs de champignons.
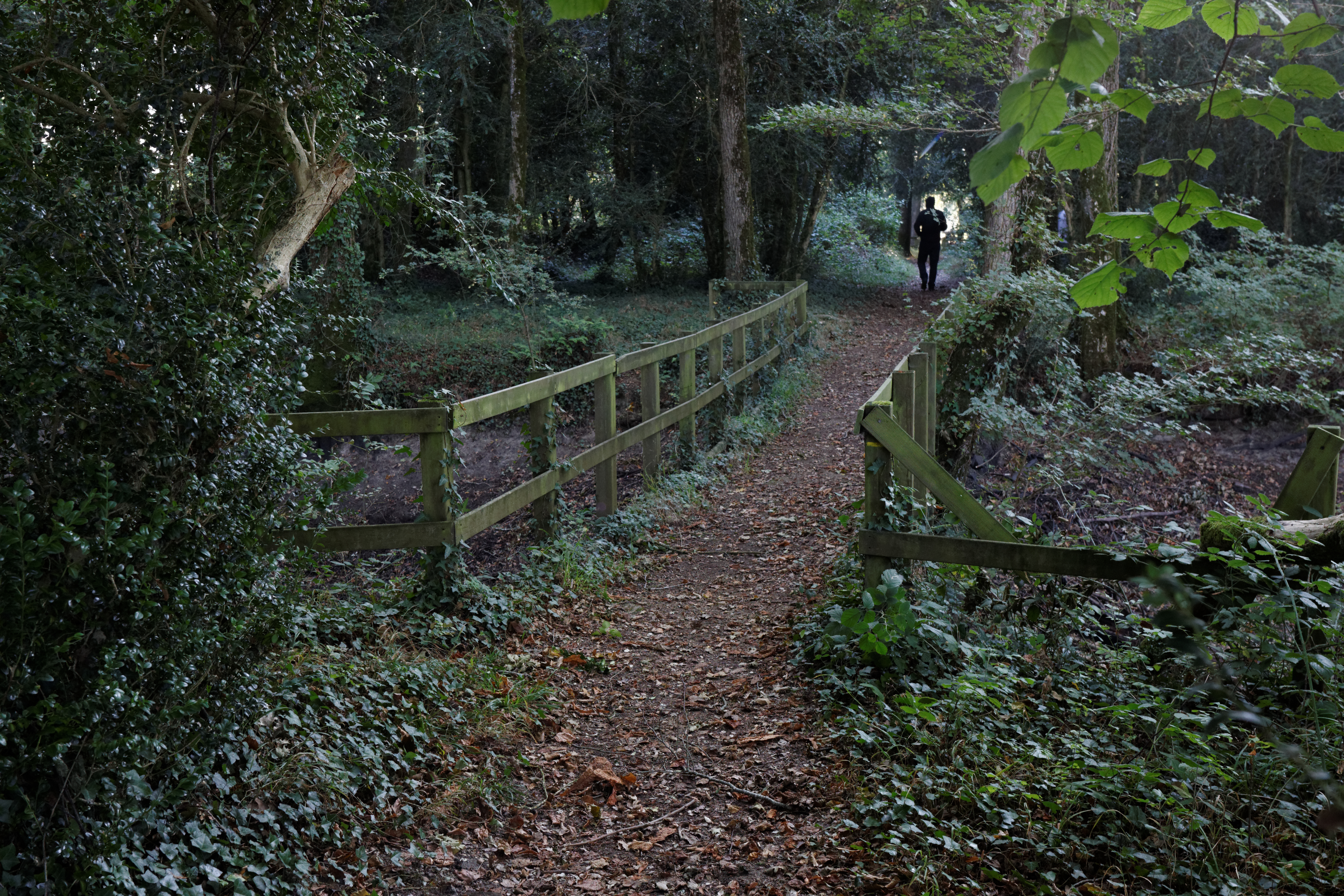
Un sentier pour les randonneurs.
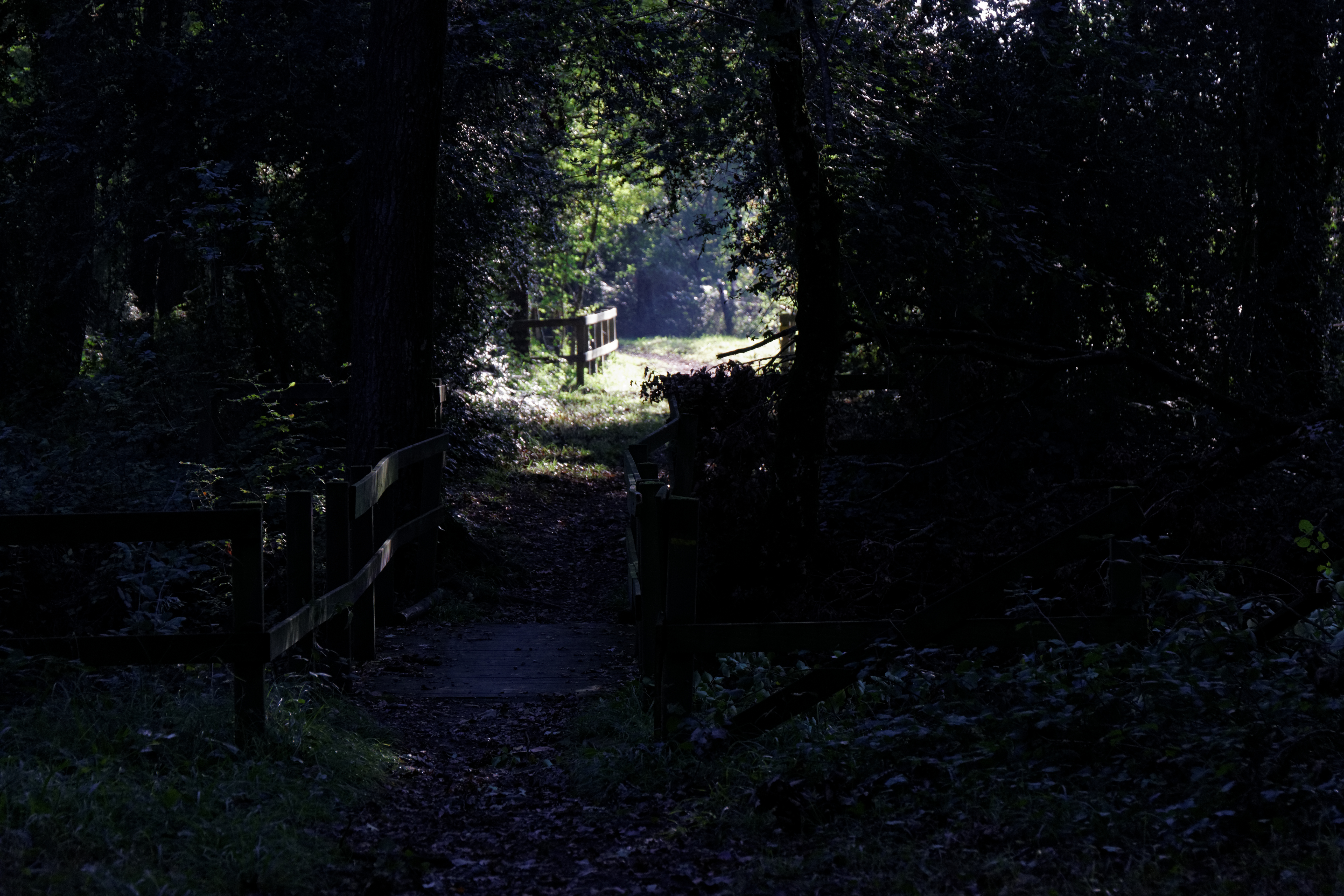
Deux passerelles en bois.
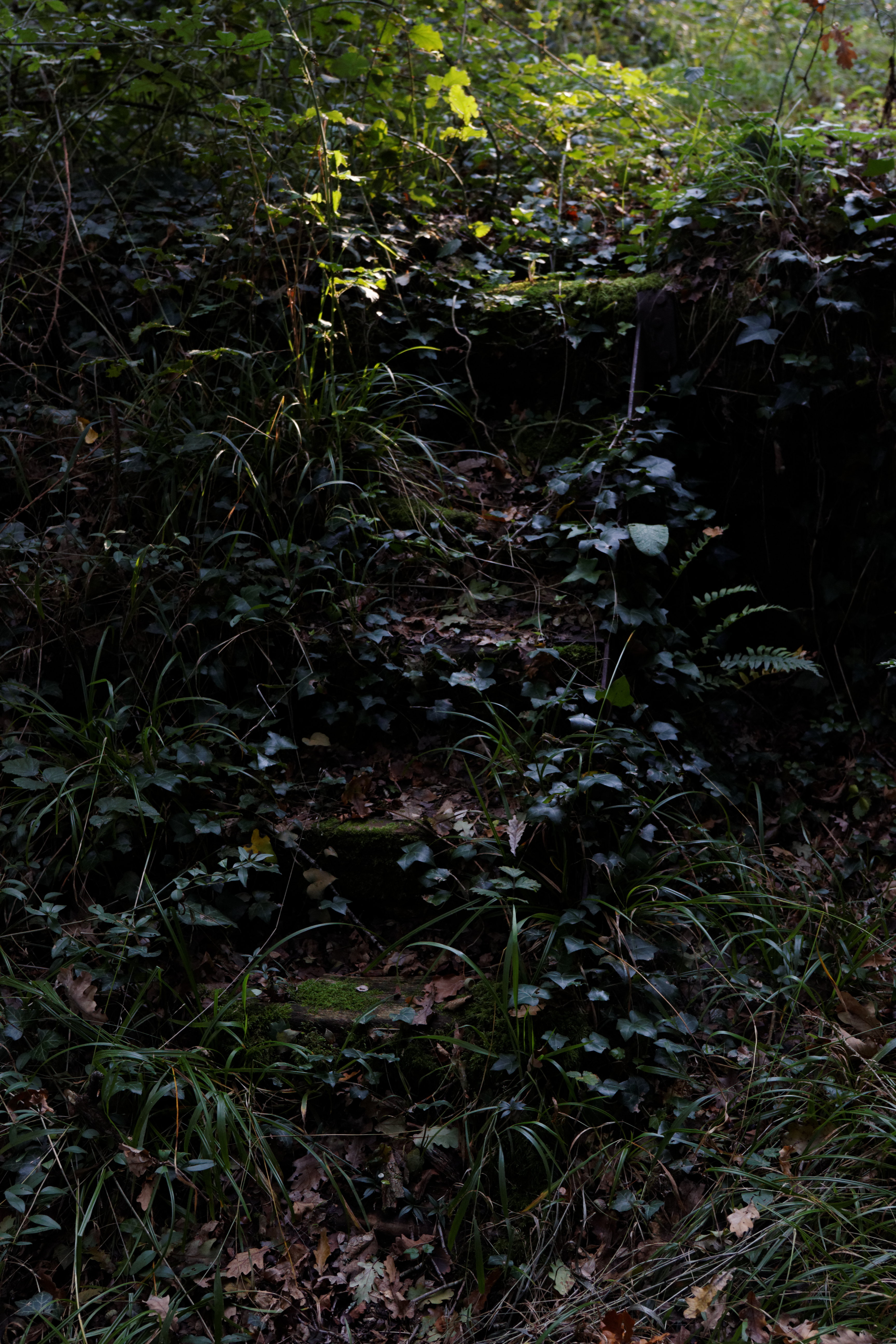
Vestiges d'aménagements envahis par la végétation.
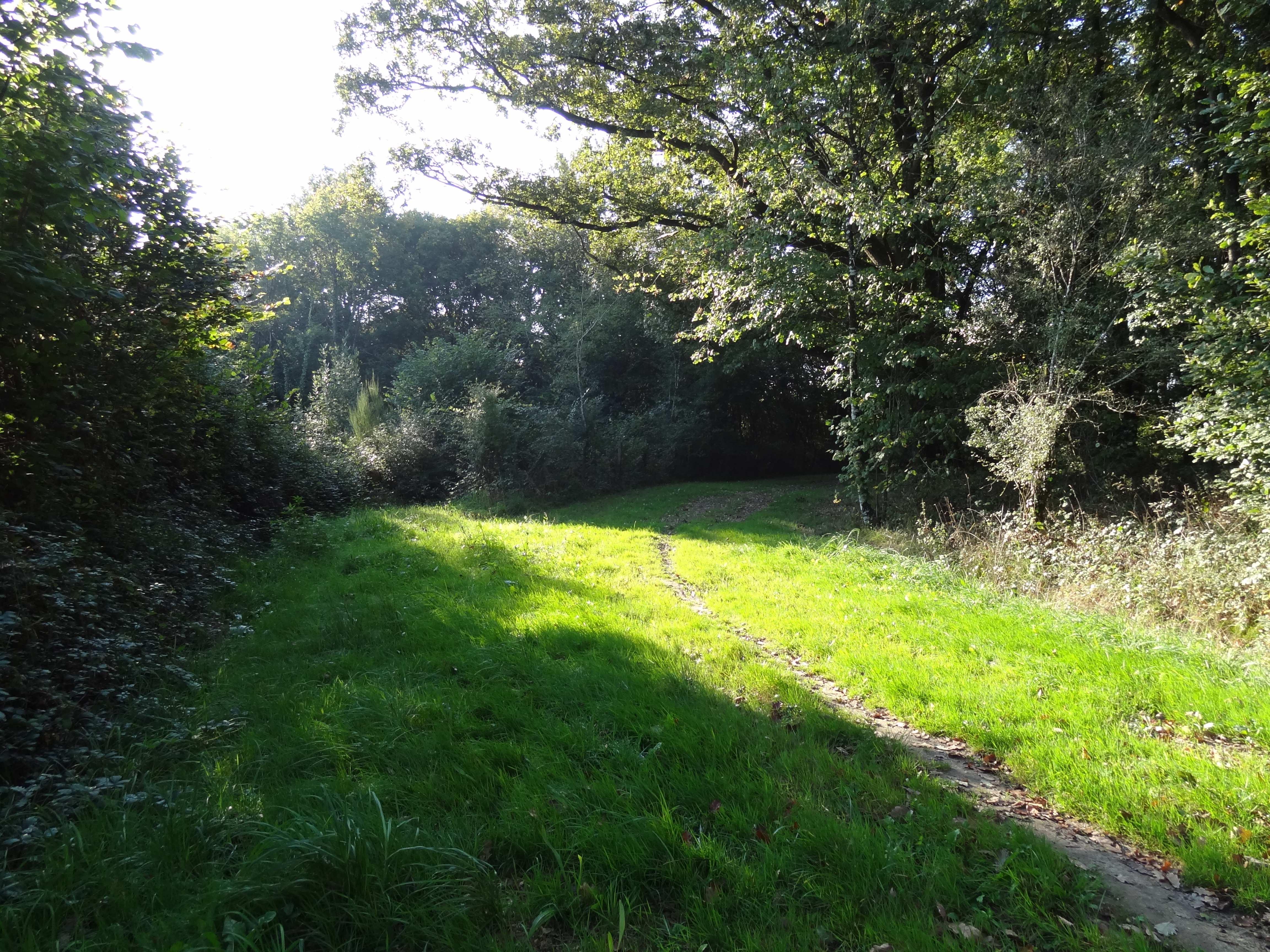
Une invitation à la découverte du sous-bois.